# Southwest Airlines
Southwest Airlines Co., generalmente indicata come Southwest, è una delle principali compagnie aeree degli Stati Uniti e la più grande compagnia aerea low-cost del mondo. Ha sede a Dallas, in Texas, e ha un servizio di linea verso 121 destinazioni negli Stati Uniti e altri 10 paesi. A partire dal 2018, Southwest ha trasportato più passeggeri su voli domestici di qualsiasi altra compagnia aerea degli Stati Uniti.
La compagnia aerea è stata fondata il 15 marzo 1967 da Herb Kelleher e Rollin King come Air Southwest Co. e ha adottato il nome attuale, Southwest Airlines Co., nel 1971, quando ha iniziato a operare come compagnia aerea intrastatale interamente all'interno dello stato del Texas; il primo volo è avvenuto tra Dallas, Houston e San Antonio. I servizi interstatali regionali sono iniziati nel 1979, espandendosi a livello nazionale nei decenni successivi. Southwest attualmente serve aeroporti nella maggior parte degli stati degli USA e diverse destinazioni centroamericane.
Il modello di business di Southwest è distinto dalle altre compagnie aeree statunitensi in quanto utilizza un hub mobile e una rete point-to-point, consentendo inoltre di trasportare un bagaglio gratuitamente. Utilizza esclusivamente jet Boeing 737 nella sua flotta.
La compagnia aerea ha più di 60 000 dipendenti e gestisce circa 4 000 partenze giornaliere durante l'alta stagione.

## Storia

### I primi anni

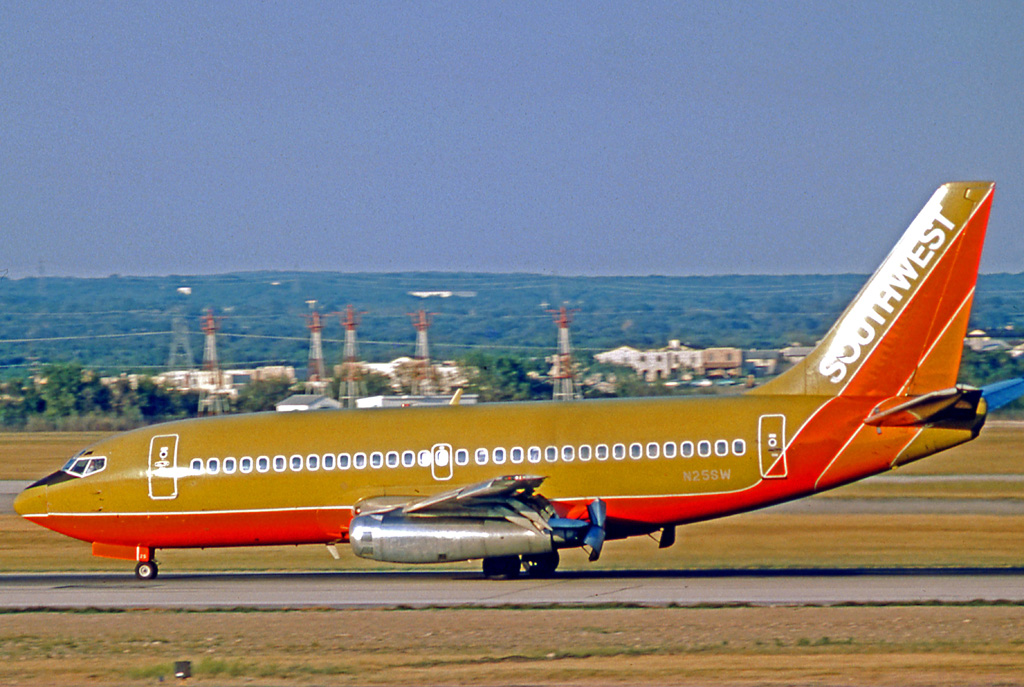
Un Boeing 737-200 nella livrea originale nel 1975.

Southwest Airlines iniziò la sua storia con la fondazione di Air Southwest Co. del 15 marzo 1967 da parte di Lamar Muse, Rollin King e Herb Kelleher per volare all'interno dello stato del Texas.
Kelleher affermava che rimanendo all'interno del Texas, i controlli sui prezzi e le normative di mercato imposte dal Federal Civil Aeronautics Board non si sarebbero applicate e la compagnia aerea avrebbe potuto abbassare i prezzi rispetto ai concorrenti. Tre compagnie aeree (Braniff, Trans-Texas Airways e Continental Airlines) avviarono un'azione legale che richiese tre anni per essere risolta. Air Southwest prevalse nel 1970 quando la Corte Suprema del Texas confermò il diritto di Air Southwest di volare all'interno del Texas. La decisione del Texas divenne definitiva il 7 dicembre 1970, quando la Corte Suprema degli Stati Uniti rifiutò di rivedere il caso senza commenti,  rivendicando l'opinione di Kelleher sui limiti della regolamentazione del mercato federale.
Il 29 marzo 1971, Air Southwest Co. cambiò nome in Southwest Airlines Co. con sede a Dallas. Southwest inaugurò i servizi passeggeri di linea il 18 giugno 1971, su due rotte: Dallas-Houston e tra Dallas-San Antonio con tre Boeing 737-200. I servizi tra Houston e Dallas e tra Houston e San Antonio iniziarono il 14 novembre 1971. La guida aerea ufficiale del 15 ottobre 1972 elencava 61 voli settimanali a tratta tra Dallas e Houston, 23 tra Dallas e San Antonio e 16 tra San Antonio e Houston; nessun volo veniva operato il sabato.

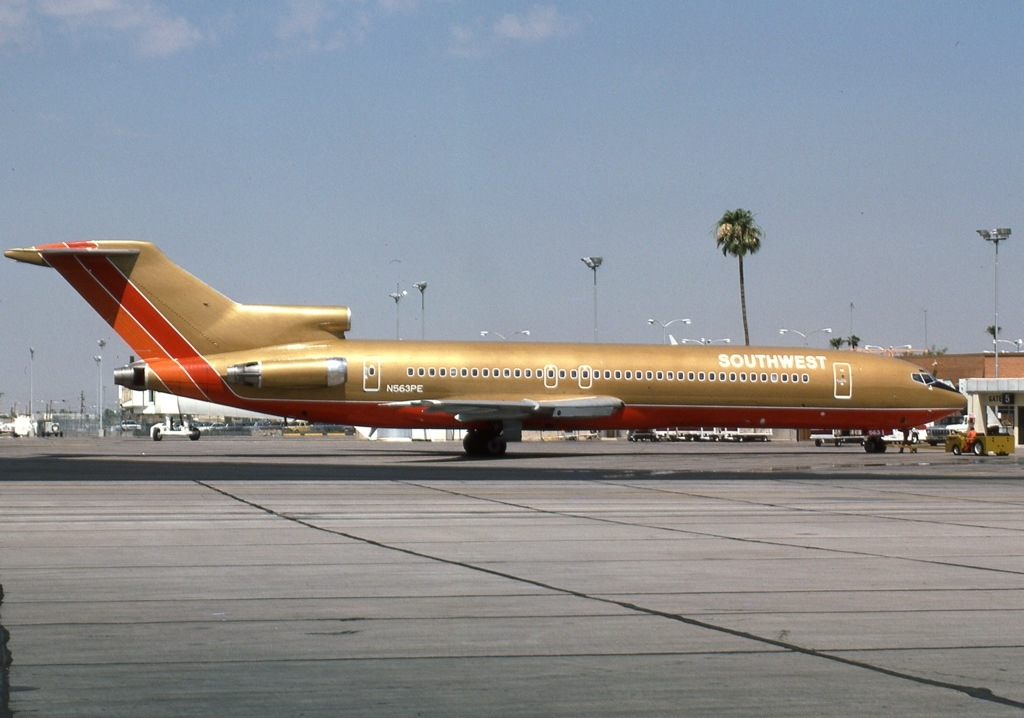
Un Boeing 727-200 a Phoenix nel 1984.

Il fondatore di Southwest Airlines Herb Kelleher aveva studiato la Pacific Southwest Airlines (PSA) con sede in California e utilizzava molte delle idee di PSA per formare la cultura aziendale in Southwest. I primi voli utilizzavano lo stesso tema "Long Legs And Short Nights" per le hostess a bordo dei tipici voli della Southwest Airlines. Un comitato comprendente la stessa persona che aveva selezionato le hostess per il jet di Playboy di Hugh Hefner selezionò le prime assistenti di volo, donne descritte come ballerine dalle gambe lunghe, majorette e cheerleader con "personalità uniche". Southwest Airlines e Herb Kelleher le vestirono con hot pants e go-go boots.
Il New York Times scrisse nel 1971 che il presidente della Southwest Airlines Lamar Muse "afferma francamente - e ripetutamente - che la Southwest Airlines è stata sviluppata sin dall'inizio attorno alle idee che hanno dimostrato di avere successo per la Pacific Southwest Airlines". "Non ci dispiace essere imitatori di un'operazione del genere", riferendosi a una visita che lui e altri dirigenti di Southwest avevano fatto a PSA mentre mettevano insieme i loro piani operativi. PSA li aveva accolti e aveva persino venduto loro i piani per l'addestramento di volo e per le operazioni. Muse in seguito scrisse che la creazione dei manuali operativi per la sua nuova compagnia aerea era "principalmente una procedura copia e incolla" e si diceva che "Southwest Airlines avesse copiato PSA in modo così completo che si poteva quasi chiamarla una fotocopia".
Il resto del 1971 e del 1972 vide perdite operative. Uno dei quattro 737 della compagnia aerea venne venduto a Frontier Airlines per coprire le buste paga e altre spese. Southwest continuò un programma basato su quattro velivoli ma utilizzandone solo tre, quindi nacque la "virata di dieci minuti" che rimase il tempo di terra standard per molti anni. Southwest realizzò un profitto nell'anno fiscale 1973, rimanendo costantemente redditizia fino al 2020.

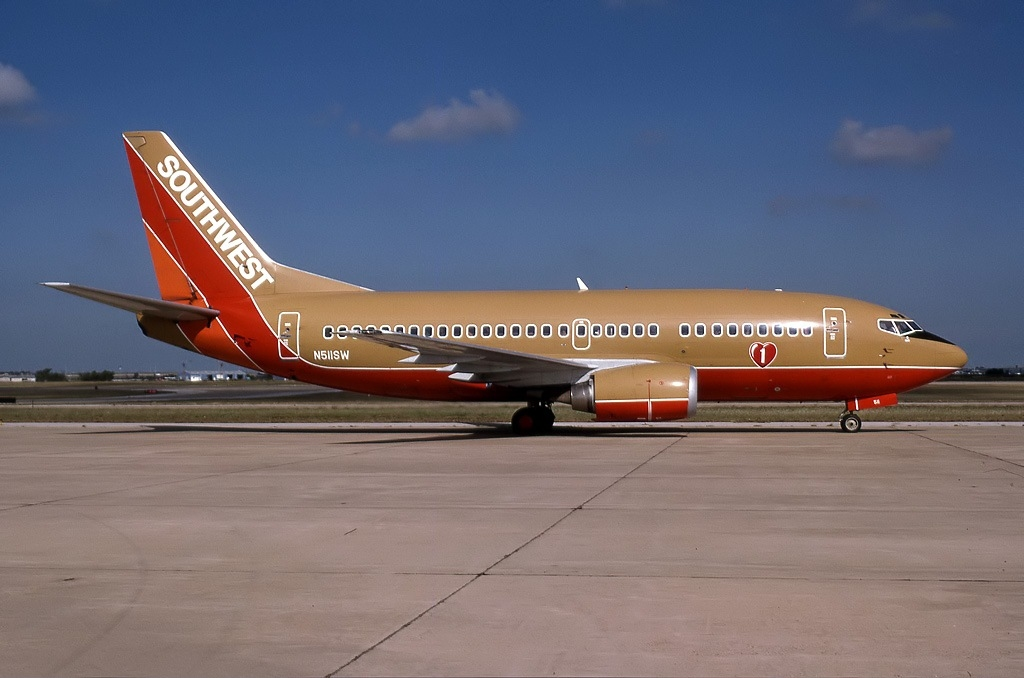
Un Boeing 737-500 ad Amarillo nel 1994.

Le operazioni al Dallas-Love erano un principio centrale del modello di business di Southwest grazie alla sua comoda vicinanza al centro di Dallas. Tuttavia, anni di lotte intestine tra le città di Dallas e Fort Worth per il Greater Southwest International Airport (GSW) e Love Field avevano spinto il Civil Aeronautics Board (CAB) nel 1964 a ordinare alle città di costruire un nuovo aeroporto regionale comune. Le città accettarono di costruire l'aeroporto internazionale di Dallas-Fort Worth (DFW) e nel 1968 furono stipulati accordi che vietavano alle città di gestire aeroporti commerciali concorrenti e obbligavano tutti i vettori aerei esistenti a Love e GSW a trasferirsi nel nuovo aeroporto. I piani di Southwest di rimanere a Love Field andarono in conflitto con l'accordo molto combattuto per chiudere Love a vettori aerei certificati e riqualificarlo per l'aviazione generale. La compagnia aerea tenne duro, affermando che non esisteva alcuna base legale per chiudere l'aeroporto al servizio commerciale e che non erano vincolate da un accordo che non avevano firmato. Dallas, Fort Worth e il DFW Airport Board fecero causa per una sentenza dichiarativa che autorizzava Dallas a sfrattare Southwest dall'aeroporto in base all'ordine del CAB del 1964, ma Southwest sostenne che il CAB non aveva autorità sui voli che non attraversavano i confini statali e nel 1973, un tribunale distrettuale federale stabilì che il servizio intrastatale proposto da Southwest non rientrava nella giurisdizione del CAB e fintanto che Love Field rimaneva aperto, la città di Dallas non poteva impedire a Southwest di operare lì.

#### Emendamento Wright
L'emendamento Wright, emanato nel 1979, era una legge federale che disciplinava il traffico al Dallas Love Field fino a quando molte restrizioni dello stesso non furono rimosse alla fine del 2014. I limiti iniziarono a essere gradualmente eliminati nel 1997 e nel 2005; nel 2006 l'emendamento venne abrogato, con alcune restrizioni rimaste intatte fino al 2014.
L'emendamento Wright nacque dal rifiuto di Southwest di trasferirsi a DFW. Dopo che l'Airline Deregulation Act era stato emanato nel 1978, Southwest aveva annunciato l'intenzione di iniziare il servizio interstatale nel 1979 con voli per New Orleans, una proposta che era stata rapidamente approvata dai regolatori federali. Tuttavia, i funzionari del Texas, in particolare quelli di Fort Worth, pensavano che l'aumento del traffico a Love Field potesse allontanare i voli dall'aeroporto DFW e minacciare la sua stabilità finanziaria. Di conseguenza, Jim Wright, membro della Camera dei rappresentanti degli Stati Uniti al servizio di Fort Worth, sponsorizzò e contribuì a far passare un emendamento all'International Air Transportation Act del 1979 al Congresso che limitava il traffico aereo passeggeri fuori da Love Field nei seguenti modi:
- il servizio passeggeri che utilizzava grandi aerei di linea poteva essere fornito solo agli aeroporti all'interno del Texas e dei suoi quattro stati statunitensi confinanti: Arkansas, Louisiana, New Mexico e Oklahoma. All'epoca, tutte le rotte sud-ovest esistenti e pianificate erano contenute all'interno di quest'area, quindi la legge non aveva effetti immediati sulla compagnia aerea;
- i voli verso altri stati erano consentiti solo su aeromobili con 56 posti o meno, nel tentativo di vietare il servizio passeggeri di linea principale oltre la regione dei cinque stati;
- le compagnie aeree non potevano offrire voli in coincidenza, attraverso il servizio di un'altra compagnia aerea o attraverso l'emissione di biglietti oltre la regione dei cinque stati.

#### Espansione della rete
Mentre l'emendamento Wright diassuase le principali compagnie aeree dall'avviare (o riprendere) il servizio da Love Field, Southwest ampliò rapidamente le sue operazioni da lì riducendo le tariffe elevate praticate dalle compagnie aeree tradizionali per volare verso aeroporti più piccoli e poco serviti nella regione dei cinque stati.
Southwest operava solo a Dallas Love Field, Houston (IAH, poi HOU) e San Antonio fino al 1975 quando raggiunse Harlingen. Nel 1979 Southwest volava verso undici città del Texas e aggiunse la sua prima rotta fuori dallo stato, Houston-New Orleans, il 25 gennaio di quell'anno. Nel 1980 si espanse a nord fino a Tulsa e Oklahoma City e ad ovest fino ad Albuquerque; nel 1982, a nord di Kansas City e ad ovest di Phoenix, Las Vegas e California.
I voli per Denver iniziarono nel 1983 (e terminarono nel 1986), per Little Rock nel 1984, per St Louis e Chicago Midway nel 1985, per Nashville nel 1986 e per Detroit Metro e Birmingham nel 1987. L'espansione verso est riprese nel 1992 con Cleveland e Columbus, poi Baltimora nel 1993. Il Pacific Northwest è iniziato nel 1994 dopo l'acquisizione di Morris Air; Tampa e Fort Lauderdale iniziarono nel gennaio 1996. East to Providence nel 1997, Manchester nel 1998 e Islip e Raleigh-Durham nel 1999.
L'unica rotta di Southwest all'interno della California era San Francisco-San Diego fino a quando non collegò Oakland nel 1989; negli anni successivi la sua capacità sulla costa occidentale aumentò a dismisura.

### Anni 1980 e 1990

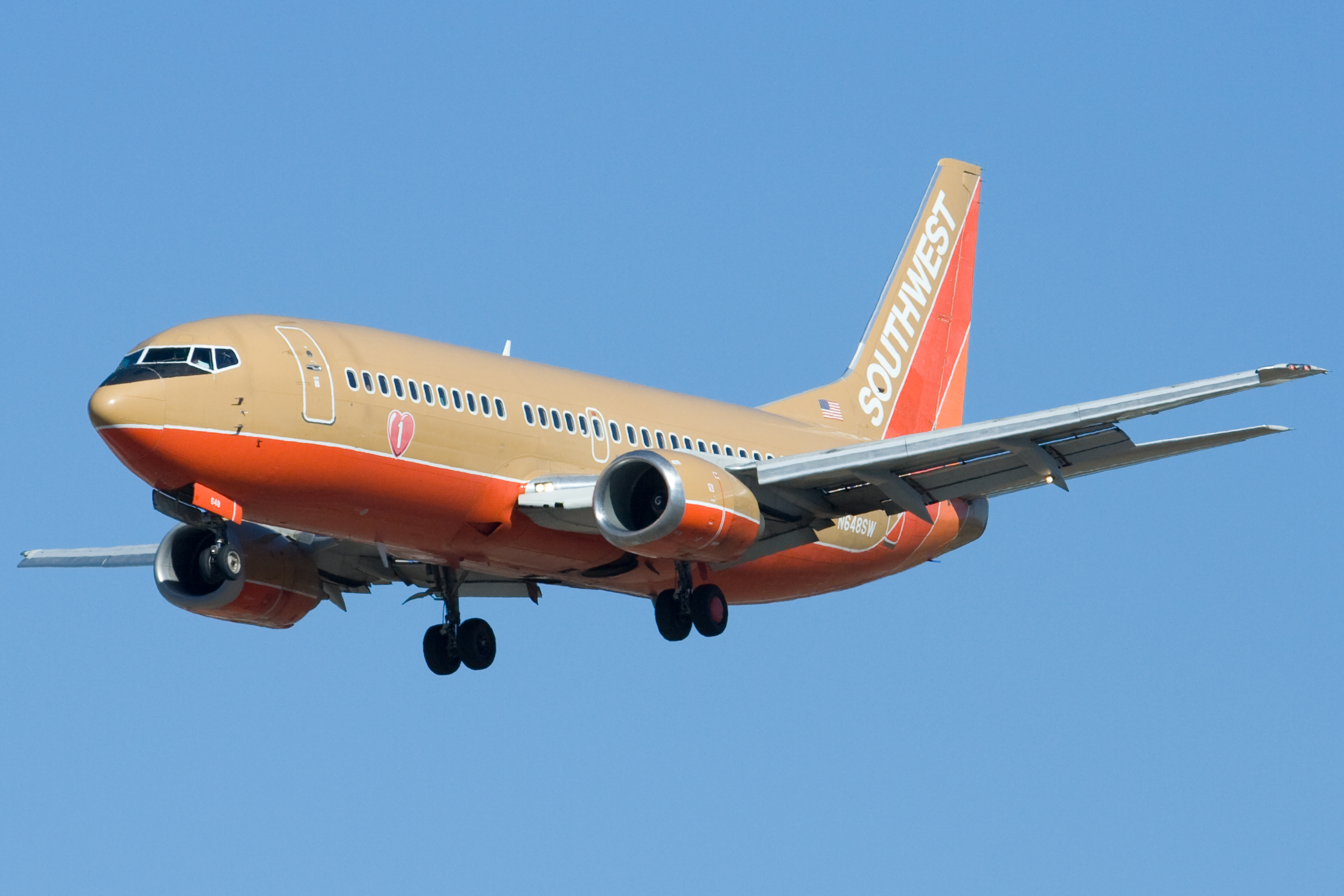
Un Boeing 737-300 nella livrea originale.

Southwest assunse il suo primo pilota nero, Louis Freeman, nel 1980. Nel 1992, venne nominato primo capo pilota nero di una delle principali compagnie aeree statunitensi.
Nel 1981 Southwest venne citata in giudizio con successo per la sua politica allora esistente di assumere solo assistenti di volo e agenti di biglietteria di sesso femminile.
La Houston Pilot Base di Southwest venne aperta il 1 giugno 1984, la sua prima base per equipaggi fuori Dallas.
Il 30 novembre 1984, Southwest prese in consegna il suo primo Boeing 737-300. Southwest era il cliente di lancio e nel maggio 2012 era il più grande operatore del tipo. Il primo 737-300 fu soprannominato "Kitty Hawk".
Nel 1985, Dallas, Fort Worth e il DFW Airport Board tentarono di bloccare Continental Airlines da Love Field sulla base del fatto che offriva biglietti interlinea, un servizio proibito dall'emendamento Wright e non offerto da Southwest. Tuttavia, il Dipartimento dei trasporti degli Stati Uniti (USDOT) stabilì che a una compagnia aerea era semplicemente vietato l'emissione di biglietti cumulativi per segmenti di volo da o verso Love Field e che la vendita a un passeggero di un biglietto separato su un volo in coincidenza in un altro aeroporto, una pratica nota come doppio biglietto - era perfettamente legale a condizione che la compagnia aerea non stesse "pubblicizzando, promuovendo o sollecitando in altro modo affermativo i passeggeri con doppio biglietto". Questa sentenza avvantaggiò Southwest consentendo la vendita di biglietti di collegamento da Love Field a condizione che tali biglietti fossero richiesti dai viaggiatori piuttosto che essere sollecitati direttamente dalla compagnia aerea o dai suoi dipendenti. A seguito di questa sentenza, un passeggero di Southwest avrebbe potuto utilizzare il sistema e aggirare le restrizioni dell'emendamento Wright volando da Dallas a un altro aeroporto nella regione dei cinque stati, cambiando aereo e poi volando con un biglietto separato per qualsiasi città servita dalla compagnia.
Southwest pagò 60,5 milioni di dollari in azioni e contanti per Muse Air quando Muse era sull'orlo del collasso nel 1985. Dopo aver completato l'acquisizione, Southwest ribattezzò MuseAir TranStar Airlines. TranStar diventò una consociata interamente controllata di Southwest e operava come compagnia aerea indipendente. Non volendo competere in una guerra tariffaria contro la Texas Air di Frank Lorenzo, Southwest alla fine vendette le attività di TranStar a Lorenzo nell'agosto 1987.
Southwest si trasferì nella sua attuale sede nel 1990. La compagnia aerea aveva sede al 3300 Love Field Dr, poi nell'edificio 1820 Regal Row a Dallas nel 1979, a Love Field. L'attuale sede centrale è stata costruita con un costo di 15 milioni di dollari nel 1990.

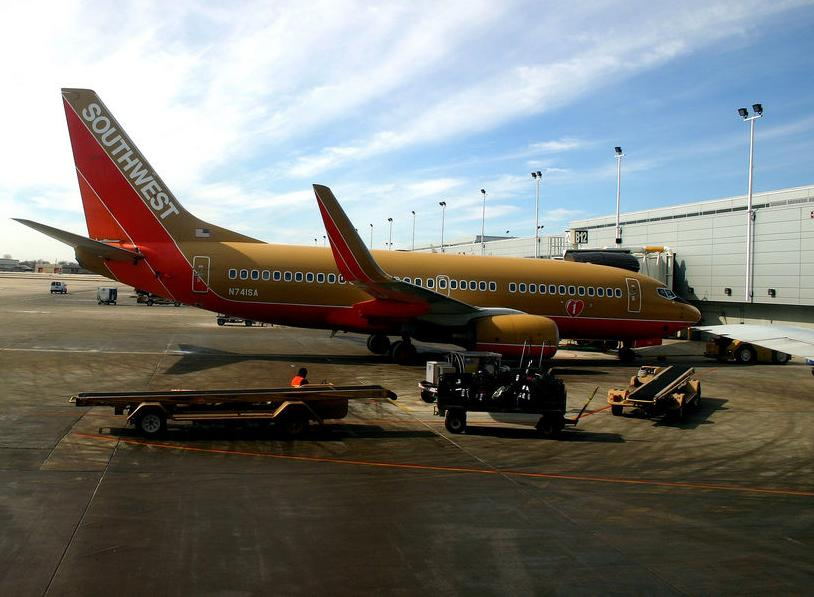
Un Boeing 737-700.

Nel 1990, la compagnia aerea registrò i suoi aerei a Houston in modo da poter pagare le tasse aeronautiche a Houston, anche se la sede centrale dell'azienda era a Dallas. Southwest non stava trasferendo alcun bene, ma la legge dello stato del Texas consentiva alla compagnia aerea di scegliere Dallas o Houston come città di registrazione dei suoi aerei.
Southwest acquisì Morris Air, una compagnia aerea con sede a Salt Lake City, Utah, nel 1993, pagando 134 milioni di dollari in azioni. Dopo aver completato l'acquisto, Southwest assorbì il capitale e le rotte di Morris Air, comprese le destinazioni nel Pacifico nord-occidentale. Uno dei fondatori di Morris Air, David Neeleman, lavorò con Southwest per un breve periodo prima di partire per fondare WestJet e poi JetBlue Airways, una compagnia aerea concorrente.
Il 16 marzo 1995, Southwest creò il suo primo sito web. Originariamente chiamato "Southwest Airlines Home Gate", i passeggeri potevano visualizzare gli orari, una mappa dei percorsi e informazioni sulla compagnia su Iflyswa.com. Southwest.com è stato il sito web delle compagnie aeree numero uno per le entrate online, secondo PhoCusWright. Nel 2006, il 70% delle prenotazioni e il 73% delle entrate è stato generato dalle prenotazioni su southwest.com. A giugno 2007, il 69% dei passeggeri ha effettuato il check-in per i propri voli online o presso un chiosco.
Southwest Airlines si guadagnò una reputazione per il proprio "pensiero fuori dagli schemi" e la gestione proattiva del rischio, compreso l'uso della copertura del carburante per isolarsi dalle fluttuazioni dei prezzi. Alcuni analisti si opposero allo stile del commercio di energia motivato dal profitto che Southwest aveva fatto tra il 1999 e l'inizio degli anni 2000. Si suggeriva che invece di coprire il rischio aziendale (come una copertura meteorologica per un agricoltore), Southwest stesse semplicemente speculando sui prezzi dell'energia, senza una motivazione formale per farlo.
Southwest godette di una stampa molto positiva (e di una forte spinta finanziaria) grazie alle sue capacità di trading nel campo dell'energia. Tuttavia, mentre la maggior parte degli analisti concorda sul fatto che le coperture contro la volatilità possono essere vantaggiose, le coperture speculative non sono ampiamente supportate come strategia continua per i profitti.
Nel marzo 1996, dopo che il consiglio comunale di Dallas aveva votato all'unanimità per consentire la costruzione, la compagnia aerea iniziò a costruire un'aggiunta di 300 000 piedi quadri (28 000 m²) alla sede aziendale esistente per un costo di 30 milioni di dollari. Ciò avvenne dopo che, il 13 marzo 1996, la compagnia aerea aveva affittato due tratti di terreno, per un totale di 10 acri (4,0 ettari), dalla città di Dallas per costruire una nuova struttura di addestramento dei piloti, un'espansione della sede centrale e più posti auto. Una struttura di addestramento da 9,8 milioni di dollari era stata costruita su un terreno di 5 acri (2,0 ettari) di proprietà della città di Dallas; era programmato per essere completato nella primavera del 1997. Con la nuova struttura di formazione, quella vecchia sarebbe stata rimossa e la società avrebbe ampliato la propria sede centrale sul sito della struttura di formazione. Vennero aggiunti 120 000 piedi quadri (11 000 m²) di spazio della sede centrale, al prezzo di 16 milioni di USD compresi gli infissi, per un totale di 436 500 piedi quadri (40 550 m²). La compagnia aerea affittò anche 4,8 acri (1,9 ettari) dalla città di Dallas per più parcheggi; 700 posti furono aggiunti ai 1.200 esistenti. Dopo l'espansione, Southwest aveva una proprietà in affitto totale di circa 24 acri (9,7 ettari), compresa la sede centrale, le strutture di formazione e il parcheggio. Entro la fine del 1997 si prevedeva che l'espansione delle strutture di Love Field e diversi miglioramenti del terminal sarebbero costati a Southwest 47 milioni di dollari.
Nel 1997, Southwest e Icelandair stipularono accordi interlinea e di marketing che consentivano loro tariffe congiunte, orari coordinati, trasferimento dei bagagli dei passeggeri tra le due compagnie aeree a Baltimora e un luogo che collegava i passeggeri tra diverse città degli Stati Uniti e diverse città europee. I programmi frequent flyer non erano inclusi nell'accordo.

### Anni 2000

#### Abrogazione dell'emendamento Wright

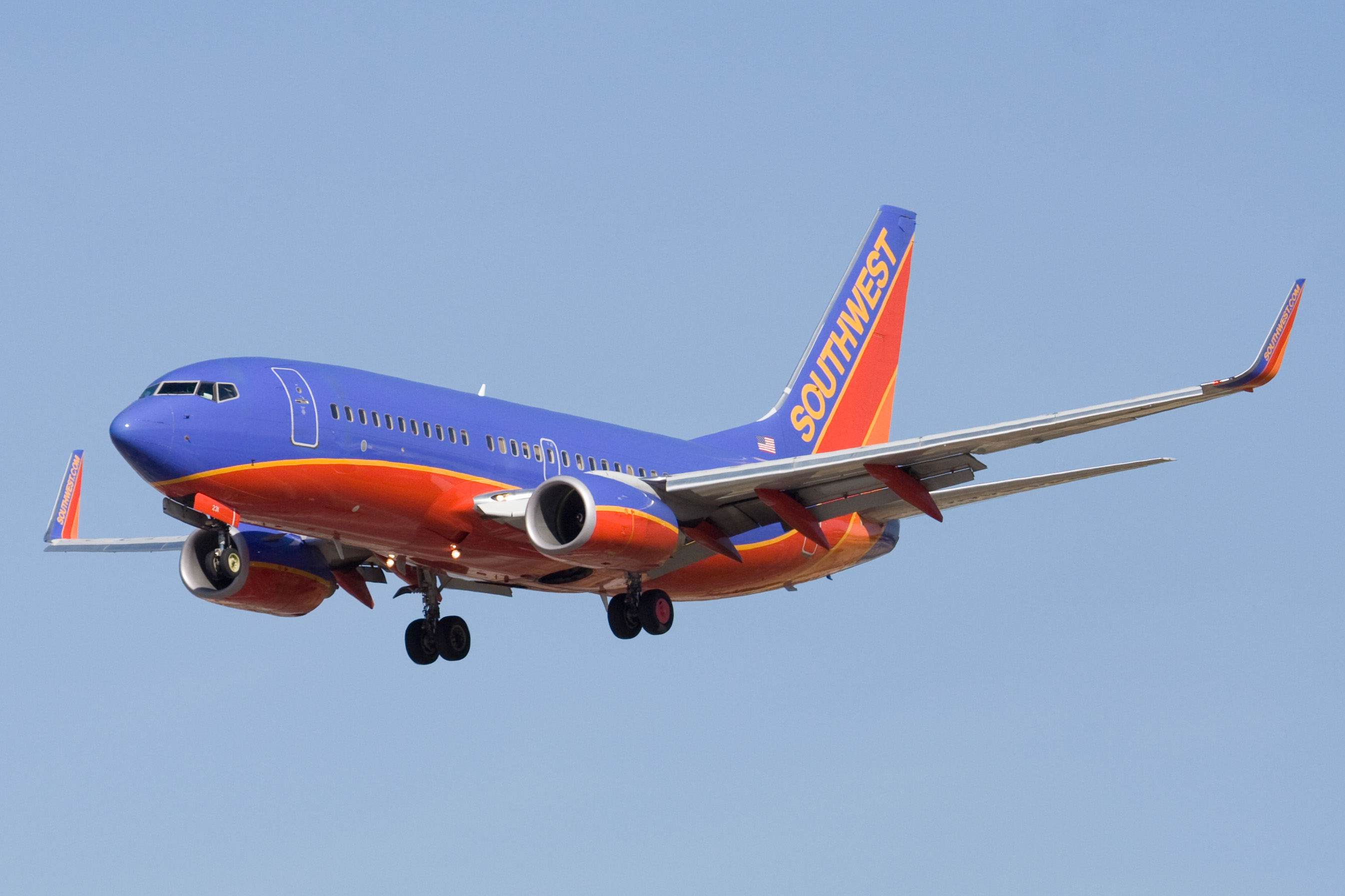
Un Boeing 737-700 della Southwest Airlines in atterraggio all'aeroporto Internazionale di San Jose.

Nel 1996, la carrier Legend Airlines propose di avviare voli a lungo raggio da Love Field utilizzando Douglas DC-9 riadattati con 56 posti, il massimo consentito dall'emendamento Wright. Tuttavia, l'USDOT stabilì nel settembre 1996 che la restrizione di 56 posti si applicava alla "capacità progettata" di un aereo di linea piuttosto che al numero di posti effettivamente installati, spingendo Legend a cercare di cambiare la legge. Nel luglio 1997, Legend si avvalse dell'aiuto del senatore Richard Shelby dell'Alabama. Nell'ottobre 1997, il Senato degli Stati Uniti approvò un disegno di legge di finanziamento che includeva l'emendamento Shelby, consentendo voli illimitati per Alabama, Kansas e Mississippi e voli nazionali utilizzando aeromobili più grandi riconfigurati con 56 posti. Southwest non aggiunse voli verso i nuovi stati, adducendo una mancanza di domanda. Tuttavia, altre compagnie aeree furono invitate a sfidare Southwest a Love Field; la prima fu Continental Express, che inaugurò voli tra Love Field e l'aeroporto Intercontinentale George Bush di Houston nel giugno 1998, e annunciò la sua intenzione di lanciare voli interstatali una volta superati gli ostacoli legali e normativi.
Il 5 aprile 2000, Legend Airlines inaugurò il primo servizio a lungo raggio da 56 posti da Love Field verso destinazioni oltre le regioni dell'emendamento Wright e Shelby. Nel luglio 2000, vi si erano unite American Airlines, Continental Express e l'affiliata regionale di Delta Air Lines Atlantic Southeast Airlines. Gli osservatori del settore prevedevano che i serviziodi jet regionali delle compagnie aeree concorrenti a Love Field sarebbero continuati, ma Southwest, che non operava con aeromobili da 56 posti, non poteva offrire un servizio concorrente perché l'emendamento Shelby sostenuto da Legend aveva lasciato la restrizione dei 56 posti a lungo raggio.
Alla fine del 2004, Southwest iniziò a cercare attivamente la piena abrogazione delle restrizioni dell'emendamento Wright. Alla fine del 2005, il Missouri venne aggiunto all'elenco degli stati di destinazione consentiti tramite una legge sugli stanziamenti per i trasporti. Il nuovo servizio da Love Field a Saint Louis, Missouri e Kansas City, Missouri iniziò nel dicembre 2005.
In una conferenza stampa congiunta del 15 giugno 2006 tenuta dalla città di Dallas, dalla città di Fort Worth, dall'aeroporto DFW, dall'American Airlines e dalla Southwest Airlines, le suddette parti annunciarono un accordo provvisorio su come eliminare gradualmente l'emendamento Wright. Sia il Senato degli Stati Uniti che la Camera dei rappresentanti approvarono la legislazione relativa a Wright il 29 settembre 2006, e venne firmata dal presidente George W. Bush il 13 ottobre 2006. La nuova legge entrò in vigore il 16 ottobre 2006, quando il L'amministratore della FAA notificò al Congresso che qualsiasi nuova operazione di aviazione che si verificasse a seguito della nuova legge poteva essere accolta senza effetti negativi sullo spazio aereo.
Southwest iniziò a vendere biglietti secondo la nuova legge il 19 ottobre 2006. I punti salienti dell'accordo erano l'immediata eliminazione dei divieti di emissione di biglietti cumulativi e voli illimitati verso destinazioni nazionali otto anni dopo l'entrata in vigore della legislazione. La legge definiva anche il numero massimo di gate al Love Field. Southwest controllava tutti i gate tranne quattro. United Airlines ne controllava due e American Airlines inizialmente avrebbe dovuto operare dagli altri due, tuttavia, a causa della fusione di American con US Airways, dovette rinunciare ai due gate. Virgin America iniziò a noleggiare i due gate da American il 13 ottobre 2014.
Southwest rimane la compagnia aerea passeggeri dominante a Love Field, mantiene il suo quartier generale, gli hangar, i centri di addestramento e i simulatori di volo e riflette i suoi legami con Love Field nella sua livrea a forma di cuore alato.

#### 2000-2009

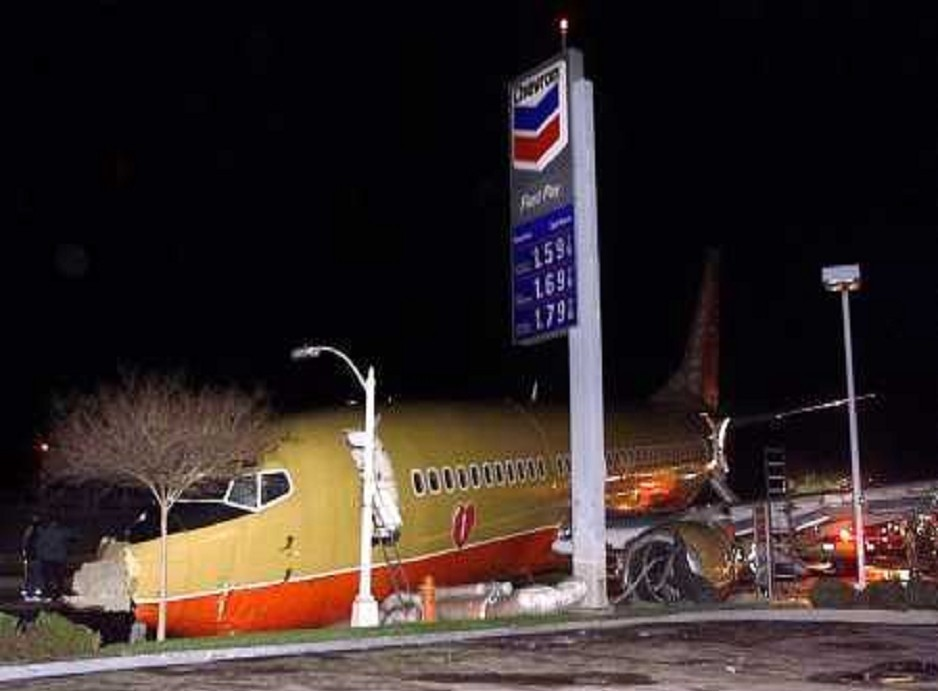
I resti del volo 1455.

Il 5 marzo 2000, il volo Southwest Airlines 1455, un Boeing 737-300, registrazione N668SW, con a bordo 137 passeggeri e 5 membri dell'equipaggio, uscì di pista dell'aeroporto di Burbank-Glendale-Pasadena, Burbank, California, scivolando su una strada cittadina e fermandosi in una stazione di servizio. 2 passeggeri riportarono ferite gravi, mentre il comandante e 41 passeggeri ferite lievi; l'aereo rimase gravemente danneggiato e venne in seguito demolito. Questo è stato il primo grave incidente nei 29 anni di storia della compagnia aerea. L'incidente è stato attribuito a un errore dei piloti, atterrati a una velocità eccessiva; un fattore che ha contribuito è stato l'errore del controllo del traffico aereo.
L'accordo di codeshare di Southwest con Icelandair venne interrotto quando il servizio di tale compagnia aerea da Baltimora all'aeroporto internazionale di Keflavík terminò nel gennaio 2007.
Nel 2008, Southwest ha stipulato un contratto con Pratt e Whitney per la fornitura del sistema di lavaggio a pressione Ecopower, che avrebbe consentito a Southwest di pulire sporcizia e contaminanti dalle pale delle turbine dei motori mentre gli aerei erano parcheggiati ai gate. Si stima che l'uso del sistema Ecopower avrebbe migliorato l'efficienza del carburante di circa l'1,9%.
Southwest ha pagato 7,5 milioni di dollari per acquisire alcuni beni dalla ATA Airlines finita in bancarotta nel 2008. Il motivo principale per cui Southwest aveva effettuato l'acquisto era acquisire il certificato operativo e gli slot di atterraggio all'aeroporto LaGuardia di New York precedentemente controllati da ATA. Mentre alcune assunzioni preferenziali erano indicate al momento dell'acquisto, la transazione alla fine non includeva l'acquisto di aeromobili, strutture o trasferimenti di dipendenti direttamente da ATA. Al momento della scomparsa di ATA nell'aprile 2008, la compagnia aerea offriva oltre 70 voli settimanali per le Hawaii dalle principali città del sud-ovest a PHX, LAS, LAX e OAK con collegamenti disponibili per molte altre città negli Stati Uniti. Il codeshare ATA-Southwest è stato interrotto quando ATA ha presentato istanza di fallimento ai sensi del Capitolo 11 il 3 aprile 2008.
Il 6 marzo 2008, gli ispettori della Federal Aviation Administration (FAA) hanno presentato documenti al Congresso degli Stati Uniti, sostenendo che Southwest aveva consentito a 117 dei suoi aerei di trasportare passeggeri nonostante il fatto che non fossero "idonei al volo". In alcuni casi, i 737 erano stati autorizzati a volare fino a 30 mesi dopo la scadenza dei termini di ispezione, rendendoli inadatti al volo. I registri indicavano che migliaia di passeggeri erano stati trasportati su aerei ritenuti non sicuri dagli standard federali.

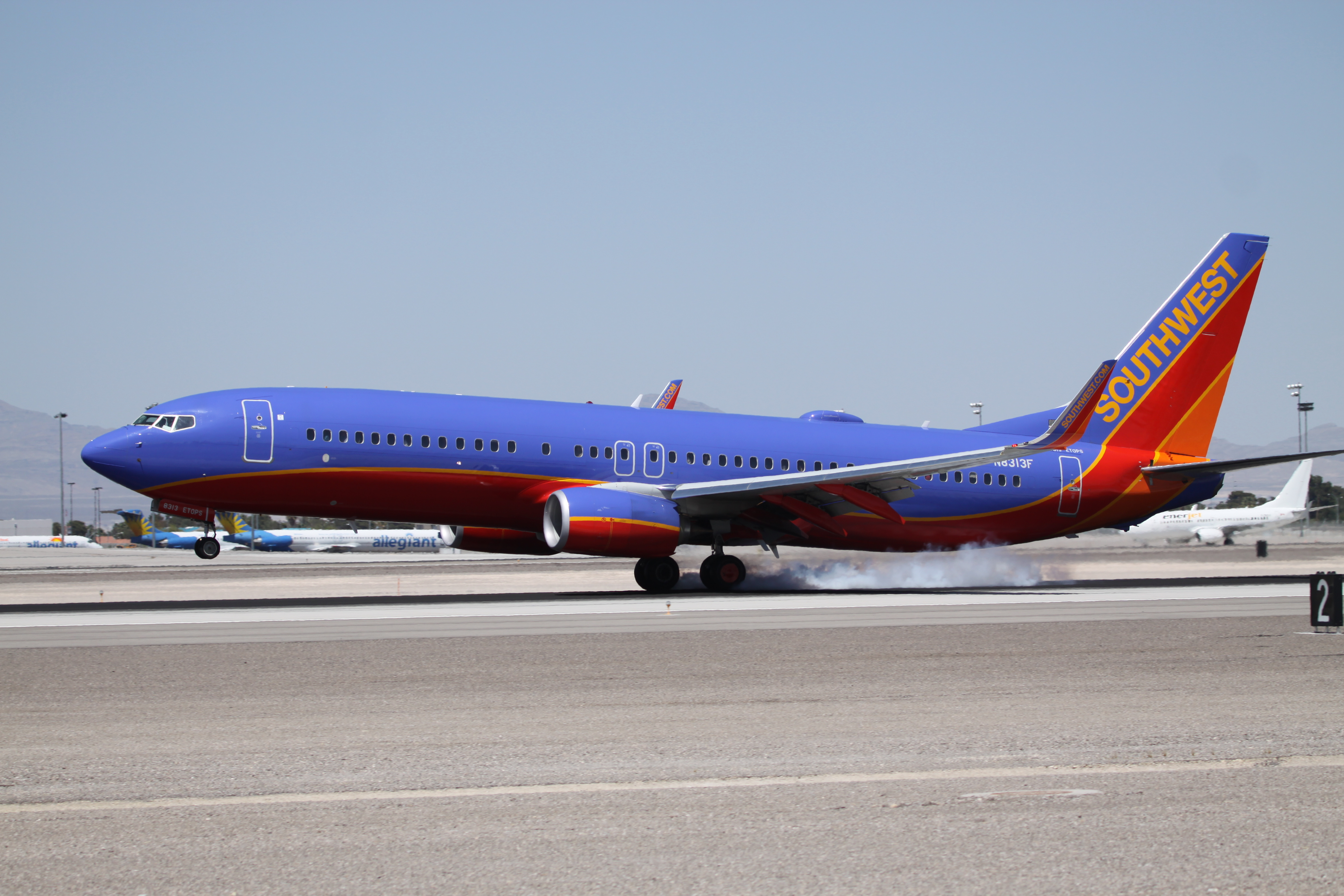
Un Boeing 737-800 in atterraggio a Las Vegas.

Il 12 marzo 2008, Southwest Airlines ha volontariamente messo a terra 44 aerei per verificare se avessero bisogno di ulteriori ispezioni. La FAA ha affermato che la Southwest Airlines aveva effettuato quasi 60.000 voli senza che fossero effettuate ispezioni della fusoliera. Southwest Airlines avrebbe dovuto pagare una multa di 10,2 milioni di dollari se trovata colpevole di aver violato i regolamenti FAA. Il 2 marzo 2009, Southwest ha risolto queste richieste, accettando di pagare le multe FAA di 7,5 milioni di dollari per questi problemi di sicurezza e manutenzione. La multa originaria di 30,2 milioni di dollari, una somma che sarebbe stata la multa più alta nella storia dell'agenzia, è stata abbassata dopo un anno di trattative. La FAA ha concesso a Southwest due anni per pagare.
L'8 luglio 2008, Southwest Airlines ha firmato un accordo di codeshare con WestJet, dando alle due compagnie aeree la possibilità di vendere posti sui voli dell'altra. In origine, la partnership doveva essere finalizzata entro la fine del 2009, ma era stata rinviata a causa delle condizioni economiche proibitive. Il 16 aprile 2010, le compagnie hanno concordato di interrompere l'attuazione dell'accordo.
Il 30 luglio 2009, Southwest Airlines ha fatto un'offerta di 113,6 milioni di dollari a seguito della bancarotta di Frontier Airlines Holdings, la società madre di Frontier Airlines. Southwest pianificò di lasciar operare inizialmente Frontier come vettore autonomo, assorbendo infine la compagnia e sostituendo gli aerei di Frontier con Boeing 737. Meno di un mese dopo aver presentato la sua offerta, il 14 agosto Southwest ha appreso di aver perso l'offerta iniziale a Republic Airways Holdings e ha deciso di non contrastare o portare avanti l'accordo. Southwest ha dichiarato che la sua richiesta ai sindacati dei piloti di entrambe le società di raggiungere un accordo negoziato (non arbitrato) come condizione per l'acquisizione era stato un fattore chiave per l'abbandono della sua offerta.
Southwest ha firmato il suo secondo accordo internazionale di codeshare il 10 novembre 2008, con la compagnia low cost messicana Volaris. L'accordo ha consentito a Southwest di vendere i biglietti sui voli Volaris.
Il 26 agosto 2009, la FAA ha indagato Southwest per l'installazione di componenti improprie su circa il 10% dei suoi jet. Il lavoro era stato eseguito da una ditta esterna di manutenzione. La FAA ha dichiarato che le parti non presentavano un pericolo per la sicurezza, ma la compagnia aerea avrebbe avuto tempo fino al 24 dicembre 2009 per sostituire le parti con quelle approvate dalla FAA.

### Anni 2010

#### Acquisizione di AirTran Airways

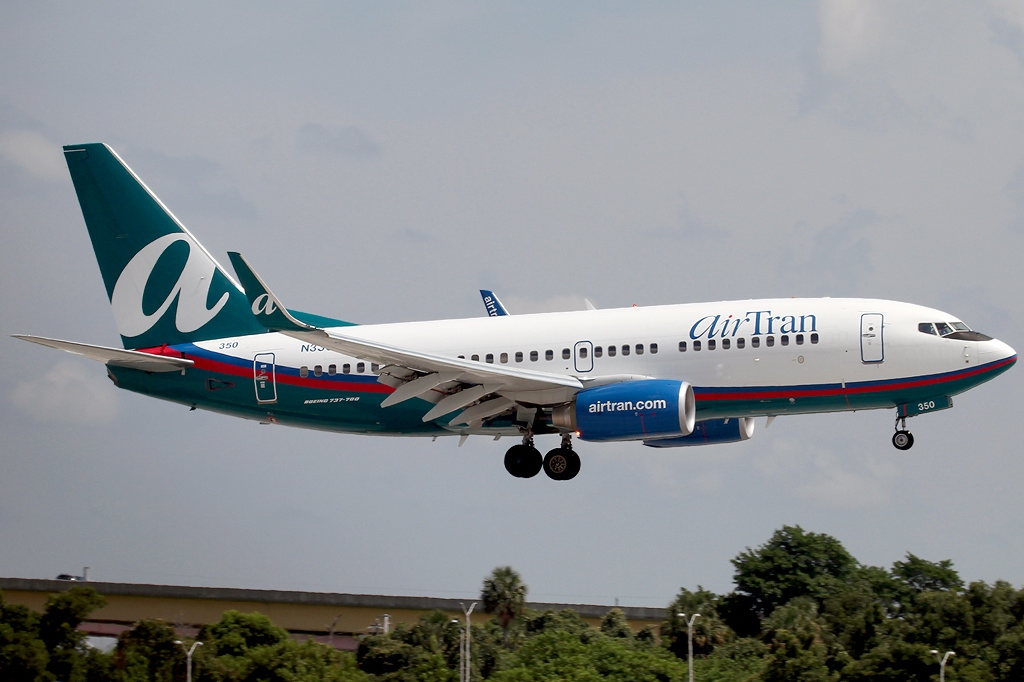
Un Boeing 737-700 di AirTran.

Southwest Airlines ha annunciato per la prima volta l'acquisizione il 27 settembre 2010 e ha ricevuto l'approvazione finale dal Dipartimento di Giustizia degli Stati Uniti il 27 aprile 2011. Il 2 maggio 2011, Southwest Airlines ha completato l'acquisizione di AirTran Airways acquistando tutte le azioni, identità aziendale e attività operative di AirTran Holdings, Inc., l'ex società madre di AirTran Airways. Southwest Airlines ha stimato il valore dell'operazione a 3,2 miliardi di dollari e prevedeva costi una tantum per integrare le due compagnie aeree di 500 milioni di dollari, con sinergie di costo di circa 400 milioni di dollari all'anno. Il maggiore impatto su Southwest sono stati l'accesso ad Atlanta, nuovi servizi internazionali e l'aggiunta di slot di atterraggio all'aeroporto di New York-LaGuardia e all'aeroporto di Washington-Reagan. Southwest ha ottenuto un unico certificato operativo (SOC) dalla Federal Aviation Administration degli Stati Uniti il 1º marzo 2012, ma la compagnia aerea non era stata completamente integrata fino a quando AirTran non ha effettuato il suo ultimo volo il 28 dicembre 2014.
Un'entità chiamata Guadeloupe Holdings è stata costituita da Southwest per agire come una consociata interamente controllata di Southwest Airlines e holding per le operazioni e le attività di AirTran. I gruppi sindacali organizzati hanno ceduto le disposizioni contrattuali sulla "portata" in attesa di accordi di integrazione dell'anzianità accettabili. Southwest ha trasferito aeromobili, rotte e dipendenti da AirTran a Southwest uno per uno fino a quando tutte le parti di AirTran non sono state integrate.
L'acquisto ha aggiunto 25 destinazioni precedentemente non servite da Southwest, comprese città dei Caraibi e Atlanta, in Georgia, un hub AirTran e, all'epoca, la più grande città degli Stati Uniti non servita da Southwest.
Il 14 febbraio 2013, Southwest ha iniziato il code-share con AirTran. Southwest ha continuato a lanciare itinerari condivisi con altri 39 mercati a partire dal 25 febbraio 2013. Nell'aprile 2013, gli itinerari condivisi sono stati estesi a tutte le città di Southwest e AirTran (nazionali e internazionali). Le compagnie aeree sono state completamente integrate il 29 dicembre 2014.

#### 2010-2019

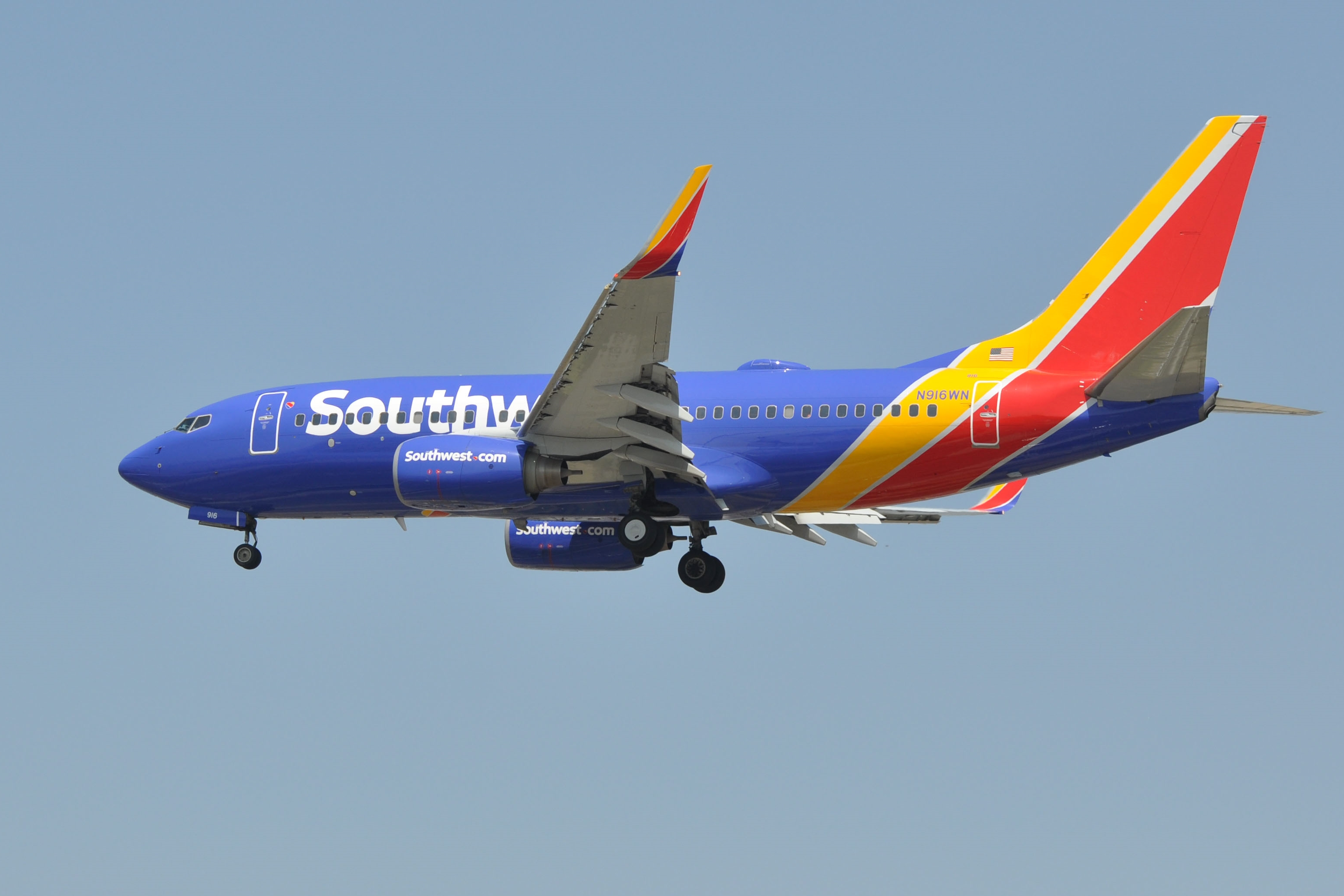
Un Boeing 737-700 in atterraggio a Los Angeles.

Per il decimo anno consecutivo, la rivista Fortune ha premiato Southwest Airlines nel suo sondaggio annuale sulla reputazione aziendale. Tra tutte le industrie nel 2004, Fortune ha elencato la Southwest Airlines al terzo posto tra le dieci aziende più ammirate d'America.
Il 13 dicembre 2011, Southwest ha emesso un ordine per 150 Boeing 737 MAX, diventando il cliente di lancio per il tipo. Il primo 737 MAX è stato consegnato a Southwest il 29 agosto 2017, con il primo servizio inaugurato il 1º ottobre.
Nel gennaio 2012, Southwest Airlines ha espresso interesse a servire destinazioni messicane e sudamericane dall'aeroporto William P. Hobby di Houston. Il 30 maggio 2012, il consiglio comunale di Houston ha approvato la richiesta di Southwest per voli internazionali da Hobby. Southwest ha accettato di investire almeno 100 milioni di dollari per coprire tutti i costi legati all'aggiornamento di Hobby, che includevano la progettazione e la costruzione di cinque nuovi gate e una struttura doganale. La costruzione di Hobby ha richiesto due anni, con voli internazionali partiti nell'ottobre 2015.
L'11 aprile 2012, Southwest ha introdotto nella flotta il 737-800. Può ospitare 175 passeggeri, 32 in più rispetto al normale 737-700 da 143 posti. Il primo 737-800 fu chiamato "Warrior One", in omaggio allo spirito guerriero dei dipendenti.
In data 22 febbraio 2013 è stato risolto il contratto di collegamento con Volaris. Si diceva che fosse reciproco tra le compagnie aeree. La maggior parte degli esperti del settore ritiene che l'espansione della filiale di Southwest, AirTran Airways, in più mercati messicani, sia stata una delle ragioni principali per la risoluzione dell'accordo.
Il 5 maggio 2014, Southwest ha annunciato di aver scelto Amadeus IT Group per sostituire il suo sistema di prenotazione nazionale. Southwest gestiva già il suo sistema di prenotazione internazionale con tale azienda. Il nuovo sistema avrebbe dovuto richiedere alcuni anni per essere completamente implementato.
Nel settembre 2014, Southwest ha effettuato un rebranding, introducendo una nuova livrea e un nuovo logo.
Il 13 ottobre 2014, le restrizioni dell'emendamento Wright al Dallas Love Field sono state completamente abrogate e il servizio di Southwest ampliato per includere città al di fuori delle precedenti restrizioni sulla posizione.
Il 10 giugno 2016, Southwest ha ricevuto l'approvazione per iniziare i voli per Cuba. Southwest è stata una delle sei compagnie aeree scelte dall'USDOT per iniziare il servizio di linea verso l'isola cubana. Southwest ha lanciato i servizi dall'aeroporto Internazionale di Fort Lauderdale-Hollywood a Varadero e Santa Clara, Cuba.
Nel luglio 2016, un'interruzione operativa causata da problemi tecnologici ha cancellato centinaia di voli Southwest, bloccando decine di migliaia di passeggeri e molti membri dell'equipaggio.
Il 17 aprile 2018, sul volo Southwest Airlines 1380 una persona è rimasta uccisa dopo che un guasto al motore ha causato una decompressione incontrollata. Il motore del Boeing 737-700 è esploso facendo finire schegge verso i finestrini dei passeggeri, rompendone uno. Un passeggero è stato parzialmente risucchiato fuori dal finestrino rotto mentre ne è seguita una decompressione incontrollata. Mentre altri passeggeri sono riusciti a tirarla dentro, alla fine è morta per le ferite riportate. Questa morte è stata la prima fatalità in volo a causa di un incidente nella storia di Southwest.
Il 13 marzo 2019, la FAA ha messo a terra tutti i 737 MAX in seguito alla scoperta di prove che suggerivano una causa comune per gli incidenti del volo Lion Air 610 il 29 ottobre 2018 e del volo Ethiopian Airlines 302 il 10 marzo 2019. Il 737 MAX 8 costituiva all'epoca circa il 5% della flotta Southwest e la compagnia aerea si offrì di riprenotare i voli su altri aeromobili senza addebitare costi aggiuntivi o differenze tariffarie. Il 17 ottobre 2019, la compagnia aerea ha dichiarato che si aspettava che il MAX 8 rimanesse a terra almeno fino all'8 febbraio 2020, costringendo la cancellazione preventiva di circa 175 voli nei giorni feriali.

### Anni 2020

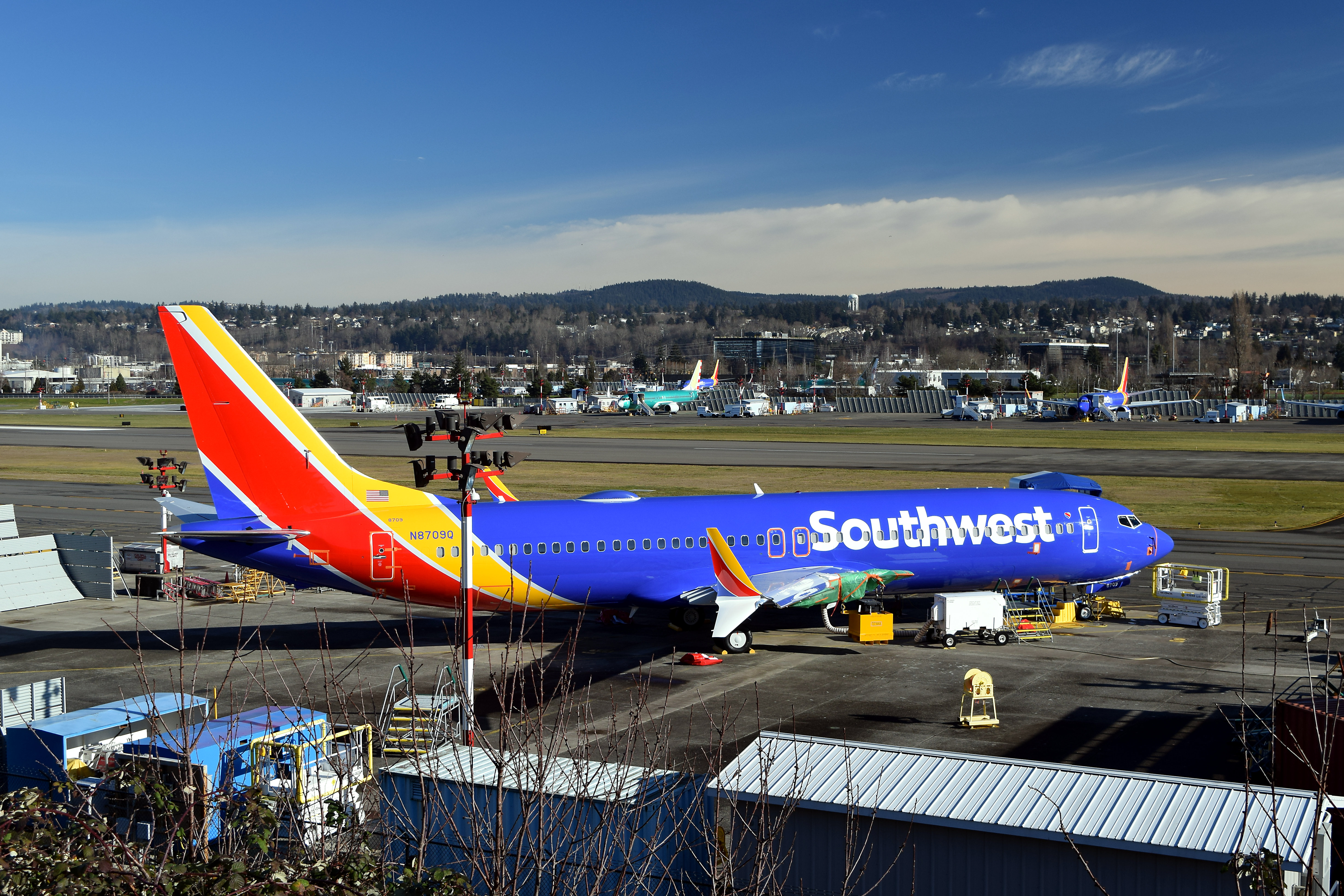
Un Boeing 737 MAX 8 parcheggiato a Renton.

Nel gennaio 2020, il Wall Street Journal ha riferito che il Dipartimento dei trasporti degli Stati Uniti stava lavorando a un'indagine per la quale Southwest aveva trasportato più di 17 milioni di passeggeri su aerei con registri di manutenzione non confermati per due anni e che la FAA aveva consentito a Southwest di volare con aerei con problemi di sicurezza irrisolti.
Nel marzo 2020, la pandemia di COVID-19 ha avuto un grave impatto sulle operazioni, poiché un calo del 92% dei viaggi aerei negli Stati Uniti rispetto a marzo 2019 ha spinto la compagnia aerea a cancellare 1.500 voli giornalieri che rappresentano circa il 40% del suo programma. Nel marzo 2020, Southwest Airlines ha posto in storage 50 737-700 presso l'aeroporto logistico della California meridionale, aggiungendosi ai 34 jet 737 MAX a terra già in deposito. Entro il 7 aprile, è diventato chiaro che i viaggi estivi sarebbero stati influenzati negativamente e la compagnia aerea ha sospeso quasi il 50% del suo programma di volo fino al 27 giugno. Il 14 aprile, Southwest ha finalizzato un accordo per ricevere fondi dal Congresso costituiti da 2,3 miliardi di dollari in sovvenzioni e un prestito a basso interesse di un miliardo di dollari.
Nell'aprile 2020, Southwest ha sospeso un numero relativamente inferiore di voli rispetto alle altre principali compagnie aeree, diventando la più grande compagnia aerea del mondo in termini di capacità operativa dei posti. Entro il 28 aprile, Southwest aveva parcheggiato 350 dei suoi 742 aerei, negoziato il ritardo di molte consegne di Boeing 737 MAX e riportato perdite giornaliere di almeno 30 milioni di dollari.
Nel luglio 2020, circa un terzo dei dipendenti di Southwest aveva espresso interesse per un pensionamento anticipato o un congedo di lunga durata e l'azienda ha lanciato iniziative di separazione volontaria e congedo prolungato; oltre 16.800 dipendenti si sono iscritti ai programmi. Il 5 ottobre 2020, l'amministratore delegato (CEO) Gary C. Kelly ha annunciato tagli salariali per dipendenti non sindacalizzati e alti dirigenti a partire dal 2021 per evitare licenziamenti e ha dichiarato che Southwest avrebbe negoziato con i suoi sindacati di piloti e assistenti di volo per tagli simili, anche se i sindacati si sarebbero opposti. Il 6 novembre 2020, citando le perdite in corso legate alla pandemia e le trattative bloccate con i sindacati, Southwest ha emesso avvisi del WARN Act a 42 dipendenti, la prima volta nella storia dell'azienda che la compagnia aerea aveva formalmente minacciato di licenziare un dipendente. Il 18 novembre sono stati emessi altri 402 avvisi a meccanici. Tuttavia, il 27 dicembre 2020 è stato emanato il Consolidated Stanziaments Act, 2021, che ha fornito 15 miliardi di dollari in aiuti alle compagnie aeree, e Southwest ha revocato gli avvisi di licenziamento e i tagli salariali.
In mezzo agli sconvolgimenti nel settore aereo dovuti al coronavirus, Southwest ha cercato di sfidare le compagnie aeree più grandi espandendosi nei loro hub e aumentando il servizio verso le destinazioni orientate alle vacanze nel 2021. Southwest ha annunciato che avrebbe ampliato i suoi punti d'appoggio nei mercati di Houston e Chicago, integrando i suoi hub di Hobby e Midway con il servizio per l'aeroporto Bush di Houston (un hub United) e l'aeroporto O'Hare di Chicago (un hub per United e American Airlines). Il ritorno a Bush ha segnato il ritorno dal lontano 2005, mentre l'ingresso in O'Hare ha rappresentato la prima volta in tale aeroporto. Southwest ha anche inaugurato i servizi all'aeroporto Internazionale di Miami, un hub di American Airlines. Ha inoltre annunciato voli verso tre città sciistiche del Colorado e diverse destinazioni meridionali per un totale di dieci nuove destinazioni nel 2021.
Nell'ottobre 2020 ha annunciato che stava prendendo in considerazione l'Airbus A220 come alternativa al MAX 7 per sostituire i suoi 737-700, con consegne a partire dal 2025. Tuttavia, nel marzo 2021 Southwest ha annunciato un ordine per 100 MAX 7 con consegne inizialmente previste dal 2022 e ha affermato che i negoziati con Airbus non erano mai stati avviati.
Nel novembre 2020, la FAA ha formalmente concluso la messa a terra del 737 MAX e Southwest ha avviato il processo di rimessa in servizio dei suoi 34 esemplari e di riqualificazione di tutti i suoi piloti. L'11 marzo 2021, Southwest ha ripreso le operazioni del 737 MAX, diventando la quarta compagnia aerea statunitense a farlo.
Southwest ha registrato una perdita di 3,1 miliardi di dollari per l'anno fiscale 2020, la prima volta che la compagnia aerea non ha realizzato un profitto dal 1972.
Il 23 giugno 2021, Gary Kelly ha annunciato che avrebbe rinunciato al suo ruolo di CEO nel febbraio 2022 a favore di con Bob Jordan. Kelly rimarrà come presidente esecutivo del consiglio almeno fino al 2026.
Il 26 dicembre 2022, la compagnia aerea ha cancellato circa il 70% dei voli di linea, dando la colpa alla tempesta invernale nordamericana di fine dicembre 2022. Nonostante il tempo sia migliorato, nei giorni successivi sono stati cancellati altri voli. Alcuni passeggeri colpiti non sono stati in grado di contattare la compagnia aerea e sono rimasti bloccati senza i loro bagagli, provocando una risposta da parte del Dipartimento dei trasporti degli Stati Uniti. Il 28 dicembre, la compagnia ha cancellato più voli per un periodo prolungato a causa di danni ai suoi sistemi operativi.

## Identità aziendale

### Quartier generale

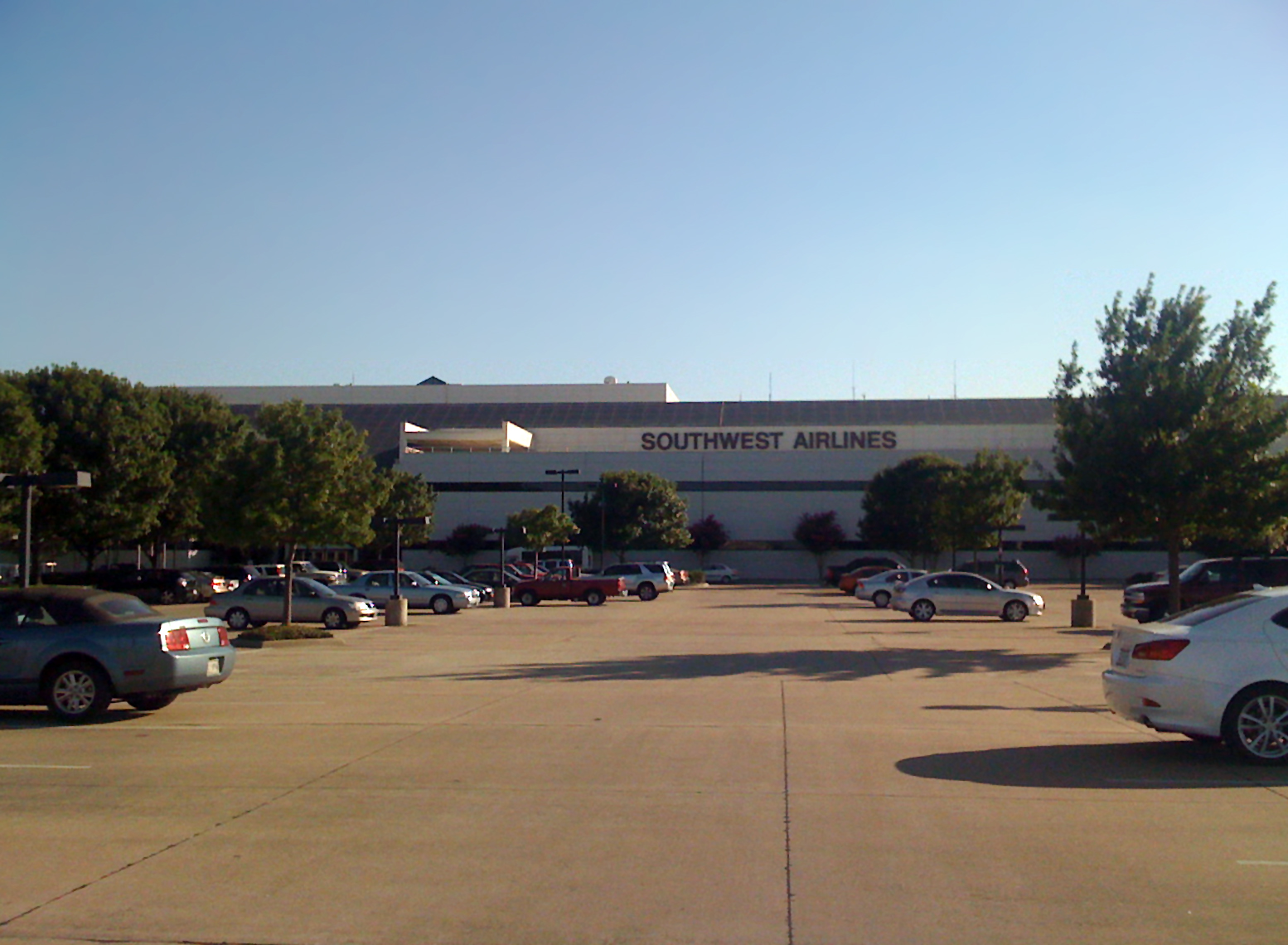
Il quartier generale di Dallas, visto qui nel 2009.

Il quartier generale di Southwest Airlines si trova sul terreno del Dallas Love Field nel quartiere Love Field di Dallas, in Texas.
Il 17 settembre 2012, Southwest ha inaugurato un nuovo edificio TOPS (Training and Operational Support). L'edificio si trova dall'altra parte della strada rispetto all'attuale sede centrale. La proprietà comprende un edificio di controllo delle operazioni di rete (NOC) a due piani di 100 000 piedi quadrati in grado di resistere a un tornado EF3. Comprende anche un ufficio di quattro piani di 392 000 piedi quadrati e una struttura di formazione con due livelli dedicati a ciascuna funzione. Le nuove strutture ospitano operazioni di coordinamento e manutenzione 24 ore su 24, assistenza e servizi ai clienti e formazione. Il progetto è stato completato alla fine del 2013, con occupazione a partire dal 2014.
Il 2 giugno 2016, Southwest ha inaugurato il suo nuovo ufficio e struttura di formazione nota come Wings. L'aggiunta più recente al campus aziendale è composta da un edificio per uffici di sei piani di 420 000 piedi quadrati e una struttura adiacente di 380 000 piedi quadrati chiamata Centro LEAD (Leadership Education and Aircrew Development) che funge da struttura di addestramento dei piloti. Il Centro LEAD ha la capacità di ospitare e supportare 18 simulatori di volo. È progettato per essere ampliato per ospitare fino a 26 alloggiamenti per simulatori. L'edificio è stato inaugurato il 3 aprile 2018.
Il 16 agosto 2019, Southwest ha annunciato un'espansione del LEAD Center per ospitare otto simulatori aggiuntivi per future esigenze operative e di addestramento. Il 2 gennaio 2020, è stato annunciato che Southwest avrebbe acquistato altri 3 acri (1,2 ettari) di terreno adiacente alle sue strutture Wings e LEAD. Non sono stati divulgati ulteriori dettagli.

### Dipendenti
Al 30 giugno 2022, Southwest Airlines aveva 62.333 dipendenti attivi a tempo pieno.
Bob Jordan, ex vicepresidente esecutivo dei servizi aziendali, è diventato il sesto CEO di Southwest il 1º febbraio 2022 in sostituzione di Gary C. Kelly. Kelly che è rimasto nella carica di presidente. Kelly ha sostituito l'ex CEO Jim Parker il 15 luglio 2004 e ha assunto il titolo di presidente il 15 luglio 2008, in sostituzione dell'ex presidente Colleen Barrett. Nel luglio 2008, Herb Kelleher si è dimesso dalla carica di presidente. Barrett ha lasciato il suo incarico nel consiglio di amministrazione e come segretaria aziendale nel maggio 2008 e come presidente nel luglio 2008. Kelleher è stata presidente e amministratore delegato di Southwest dal settembre 1981 al giugno 2001. Il 23 giugno 2021, Southwest ha annunciato che il presidente e CEO Gary Kelly avrebbe cambiato ruolo all'inizio del 2022, diventando il presidente esecutivo della compagnia aerea con il desiderio di ricoprire quel ruolo almeno fino al 2026 a discrezione del consiglio di amministrazione. Anche Jordan si unì al consiglio in quel momento.
Il 10 gennaio 2017, Southwest ha annunciato modifiche ai ranghi di leadership esecutiva della compagnia con Thomas M. Nealon nominato presidente e Michael G. Van de Ven nominato direttore operativo della compagnia aerea. Il 14 settembre 2021, Southwest ha annunciato che Nealon aveva deciso di ritirarsi dalle sue funzioni di presidente con effetto immediato, ma avrebbe continuato a servire l'azienda come consulente strategico. Il direttore operativo Mike Van de Ven è stato nominato presidente dell'azienda lo stesso giorno e rimane COO.
Circa l'83% dei dipendenti di Southwest sono iscritti a un sindacato. La Southwest Airline Pilots' Association (SWAPA), un sindacato non affiliato alla Air Line Pilots Association, rappresenta i piloti della compagnia aerea. I tecnici della manutenzione degli aeromobili sono rappresentati dalla Aircraft Mechanics Fraternal Association (AMFA). Gli agenti del servizio clienti e gli agenti di prenotazione sono rappresentati dalla International Association of Machinists and Aerospace Workers Union (IAM). Gli spedizionieri di volo, gli assistenti di volo, gli agenti di rampa e gli agenti operativi sono rappresentati dal Transport Workers Union (TWU). L'azienda è apparsa in vari elenchi dei "posti migliori in cui lavorare", con la sua cultura dei dipendenti descritta in pubblicazioni tra cui Travel & Leisure, CNBC e Forbes. La società è stata anche nominata nell'elenco delle "aziende più ammirate" della rivista Fortune, raggiungendo il 14esimo nella lista del 2021.
Southwest non ha mai licenziato un dipendente. A seguito della pandemia di COVID-19, nel 2020 l'azienda ha lanciato programmi di separazione volontaria e di congedo prolungato e circa 16 900 dipendenti si sono offerti volontari per andare in pensione anticipata o congedo a lungo termine. Circa il 24% erano piloti e il 33% assistenti di volo. Alla fine del 2020, la compagnia aerea ha annunciato incipienti tagli salariali per molti dipendenti in risposta agli impatti della pandemia, ma queste misure sono state revocate dopo che il 27 dicembre 2021 è stato emanato il Testo Unico degli Stanziamenti, fornendo ulteriori aiuti finanziari a compagnie aeree statunitensi.

### Influenza sulle altre compagnie
Southwest e il suo modello di business hanno influenzato altri vettori low cost. La strategia competitiva combina un alto livello di produttività dei dipendenti e degli aeromobili con bassi costi unitari, riducendo i tempi di rotazione degli aeromobili, in particolare al gate. EasyJet e Ryanair in Europa sono due delle compagnie aeree più conosciute per seguire la strategia commerciale di Southwest. Altre compagnie aeree con un modello di business basato sul sistema di Southwest includono WestJet del Canada, AirAsia della Malesia (il primo e più grande LCC in Asia), IndiGo dell'India, Jetstar dell'Australia, Cebu Pacific delle Filippine, la thailandese Nok Air, la messicana Volaris, l'indonesiana Lion Air e la turca Pegasus Airlines.

### Lobbying contro l'alta velocità
Southwest Airlines ha una storia di lobbying contro la ferrovia ad alta velocità, che vede come un concorrente per i voli pendolari a breve distanza. All'inizio degli anni novanta, Southwest fece pressioni sul Congresso degli Stati Uniti e sulla legislatura del Texas per opporsi a un sistema ferroviario ad alta velocità tra Dallas, San Antonio e Houston, oltre a intentare tre azioni legali contro l'iniziativa. Nel 1991, Southwest disse alle autorità del Texas: "La ferrovia ha un fascino romantico, ma questo caso non può essere deciso sulla base della nostalgia o anche del desiderio di emulare il servizio ferroviario di Francia e Germania. La realtà americana è che la ferrovia ad alta velocità essere praticabile in Texas solo distruggendo il servizio di trasporto conveniente ed economico che ora forniscono le compagnie aeree e solo assorbendo enormi sussidi pubblici". Nel 1994, l'iniziativa ferroviaria ad alta velocità fu annullata. Sebbene ci fossero diverse ragioni per la fine dell'iniziativa, la maggior parte dei commentatori attribuisce un ruolo chiave alla campagna aggressiva della Southwest Airlines contro di essa.

### Campagna pubblicitaria
L'azienda ha sempre impiegato l'umorismo nella sua pubblicità. Gli slogan precedenti includono "Love Is Still Our Field", "Just Plane Smart", "The Somebody Else Up There Who Loves You", "You're Now Free To Move About The Country", "THE Low Fare Airline", "Grab your bag, It's On!" e "Welcome Aboard". L'attuale slogan della compagnia aerea è "Low fares. Nothing to hide. That's TransFarency!".
Nel marzo 1992, poco dopo che Southwest iniziò a utilizzare il motto "Just Plane Smart", Stevens Aviation, che aveva utilizzato "Plane Smart" come motto, informò Southwest che stava violando il suo marchio.
Invece di una causa legale, gli amministratori delegati di entrambe le società hanno organizzato un incontro di braccio di ferro. Tenuto presso l'ormai demolito Dallas Sportatorium e fissato per due round su tre, il perdente di ogni round doveva pagare US$ 5 000 a un ente di beneficenza di sua scelta, con il vincitore che guadagnava l'uso della frase del marchio. È stato creato un video promozionale che mostrava l '"allenamento" degli amministratori delegati per l'incontro (con l'amministratore delegato Herb Kelleher che veniva aiutato durante un sit-up in cui una sigaretta e un bicchiere di whisky Wild Turkey 101 erano in attesa) e distribuito tra i dipendenti e anche come video comunicato stampa insieme al video della partita stessa. Herb Kelleher ha perso la partita per Southwest, con Stevens Aviation che ha vinto i diritti sulla frase. Kurt Herwald, CEO di Stevens Aviation, ha immediatamente concesso l'uso di "Just Plane Smart" a Southwest Airlines. Il risultato netto è stato che entrambe le società hanno utilizzato il marchio.

## Servizi

### Cabina
Southwest offre esclusivamente posti in classe economica e non dispone di cabine business o di prima classe sui suoi aerei.
La compagnia consente due bagagli gratuiti per passeggero ed è consentito cambiare volo fino a 10 minuti prima della partenza senza costi aggiuntivi. In caso di cancellazione, ai passeggeri viene rimborsato un credito di viaggio pari all'importo speso per il biglietto e il credito può essere utilizzato per altri acquisti di Southwest Airlines o Southwest Vacations. Il credito non scade.
Southwest offre bevande analcoliche gratuite a bordo e alcoliche da 6 a 7 dollari per bevanda. Le bevande alcoliche gratuite sono offerte in alcune festività come San Valentino e Halloween. Hanno anche snack gratuiti su tutti i voli.
Prima del 2007, Southwest imbarcava i passeggeri raggruppando i passeggeri in tre gruppi, etichettati A, B e C. I passeggeri si mettevano in fila alla lettera specificata e si imbarcavano.
Nel 2007, Southwest ha modificato la propria procedura di imbarco introducendo un numero. Ogni passeggero riceve una lettera (A, B o C) e un numero da 1 a 60. I passeggeri si mettono in fila in ordine numerico all'interno di ogni gruppo di lettere e scelgono un posto libero sull'aereo. Uno studio del 2012 sulla serie televisiva MythBusters, ha rilevato che questo è il metodo più veloce attualmente in uso per i passeggeri per salire a bordo di un aereo; in media, è 10 minuti più veloce del metodo standard. La compagnia aerea è stata anche la numero uno nell'elenco 2020 Airline Quality Rating.
Southwest ha una politica del "customer of size" ("cliente di taglia") per cui il costo di un secondo posto viene rimborsato per tutti i viaggiatori di taglia più grande che occupano più di un posto.

### Intrattenimento in volo
Tutti gli aerei della Southwest Airlines sono dotati di Wi-Fi, insieme a televisione in diretta, film, musica in streaming e messaggistica app gratuiti. Dopo aver completato una fase di test iniziata nel febbraio 2009, Southwest ha annunciato il 21 agosto 2009 che avrebbe iniziato a implementare la connettività Internet Wi-Fi in volo tramite il prodotto basato sulla banda larga satellitare di Global Eagle Entertainment. Southwest ha iniziato ad aggiungere il Wi-Fi ai suoi aerei nel primo trimestre del 2010. La compagnia aerea ha iniziato a testare lo streaming televisivo in diretta nell'estate del 2012 e il video on demand nel gennaio 2013. A partire dal 1º novembre 2018, TV in diretta, film, messaggistica (iMessage e WhatsApp) e informazioni sul monitoraggio dei voli in tempo reale tramite Wi-Fi sono diventati disponibili per i passeggeri, con accesso completo a Internet a pagamento.

### Programma frequent-flyer
Southwest iniziò a offrire per la prima volta un programma frequent flyer il 18 giugno 1987, chiamandolo "The Company Club". Il programma accreditava punti per i viaggi effettuati indipendentemente dalla distanza. Southwest Airlines ha ribattezzato il suo programma "Rapid Rewards" il 25 aprile 1996.
Il programma Rapid Rewards originale offriva accredito di punti per voli di sola andata, comprese eventuali fermate o coincidenze su Southwest Airlines. Quando venivano accumulati 16 crediti in un periodo di 24 mesi, Southwest assegnava un biglietto di andata e ritorno gratuito valido per 12 mesi.
Il 1º marzo 2011, Rapid Rewards è passato a un sistema a punti basato sul costo del biglietto. I membri guadagnano e riscattano punti in base a un moltiplicatore di scala tariffaria a quattro livelli e al costo del biglietto. Le modifiche includono anche date di blackout, restrizioni sui posti o crediti in scadenza. Dal 18 ottobre 2019, i punti Rapid Rewards non scadono finché il membro è in vita. Sono state aggiunte anche più opzioni per utilizzare i punti.

## Flotta

### Flotta attuale

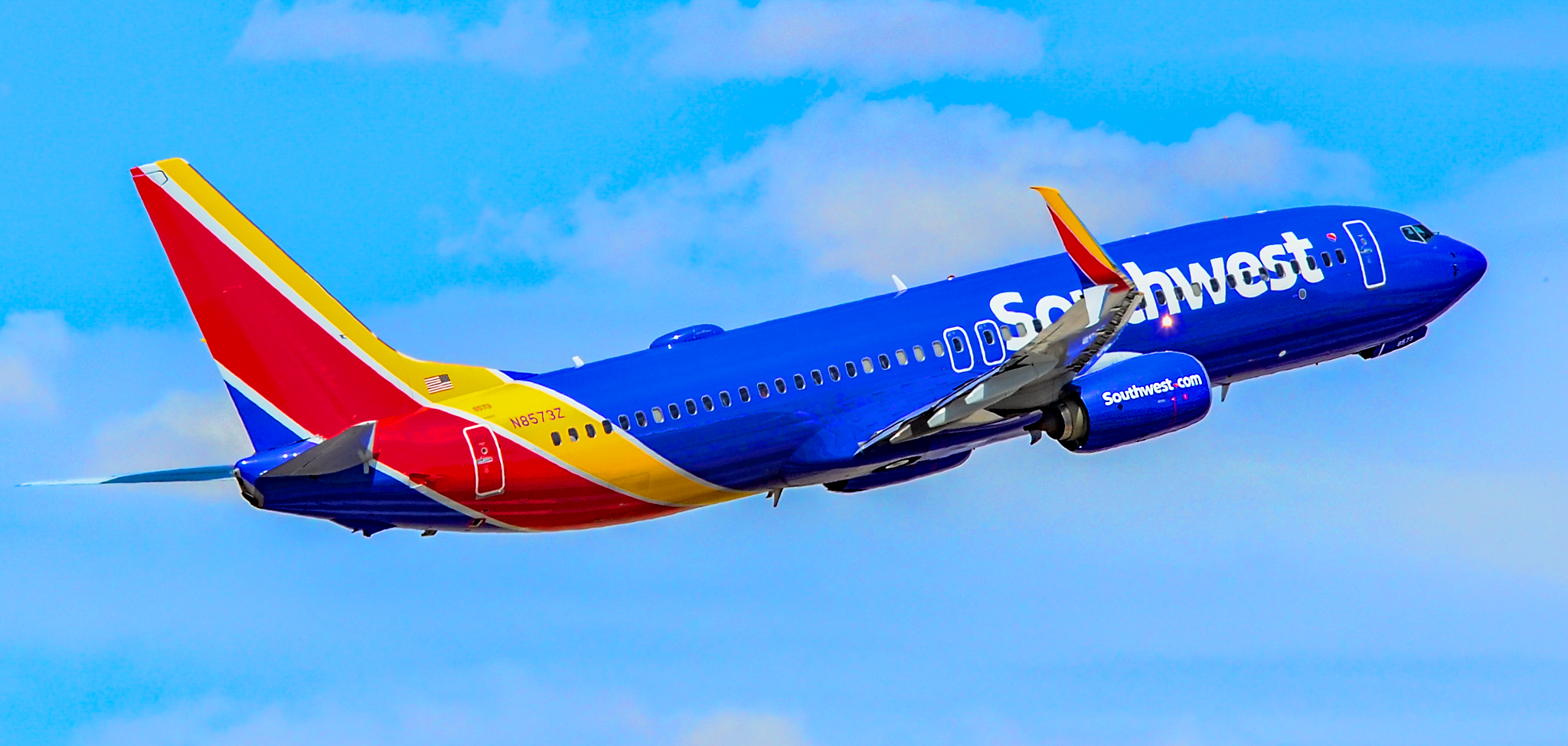
Un Boeing 737-800.

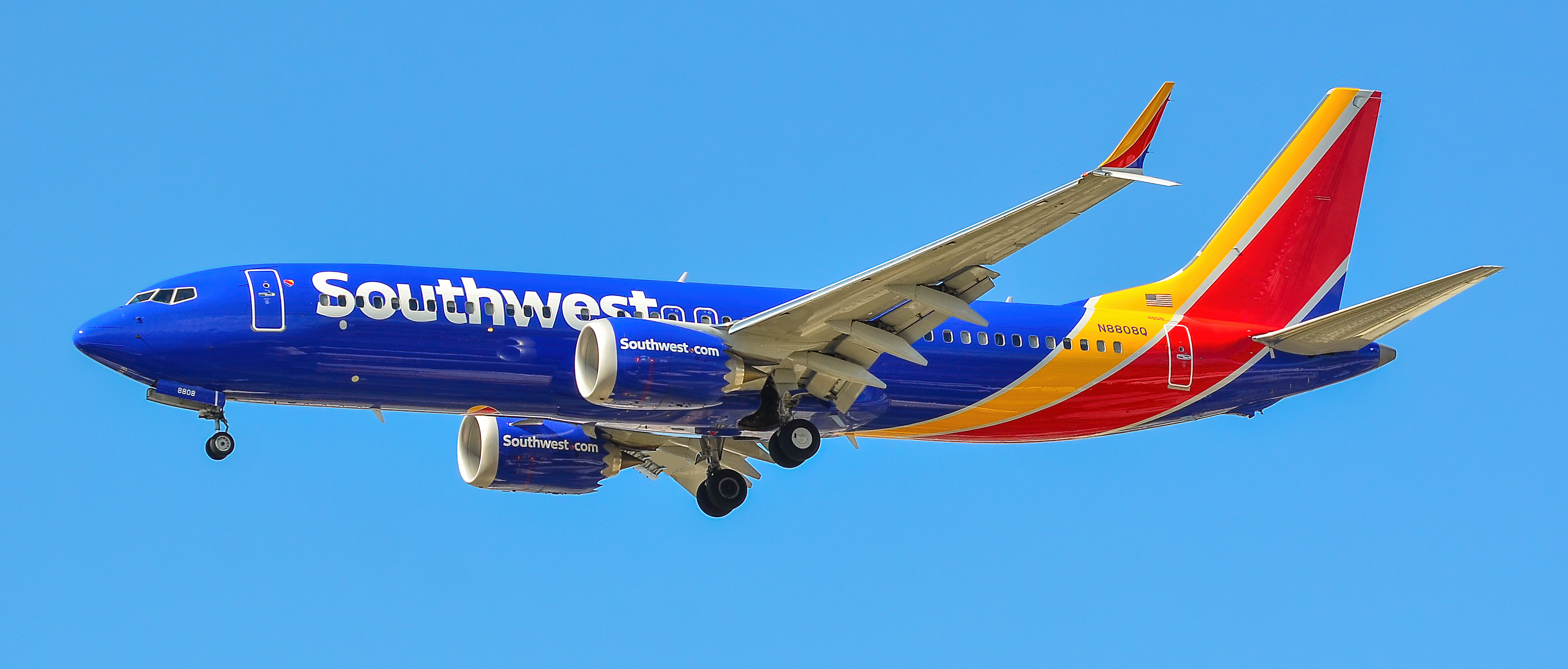
Un Boeing 737 MAX 8.

A settembre 2024 la flotta di Southwest Airlines è così composta:

### Flotta storica

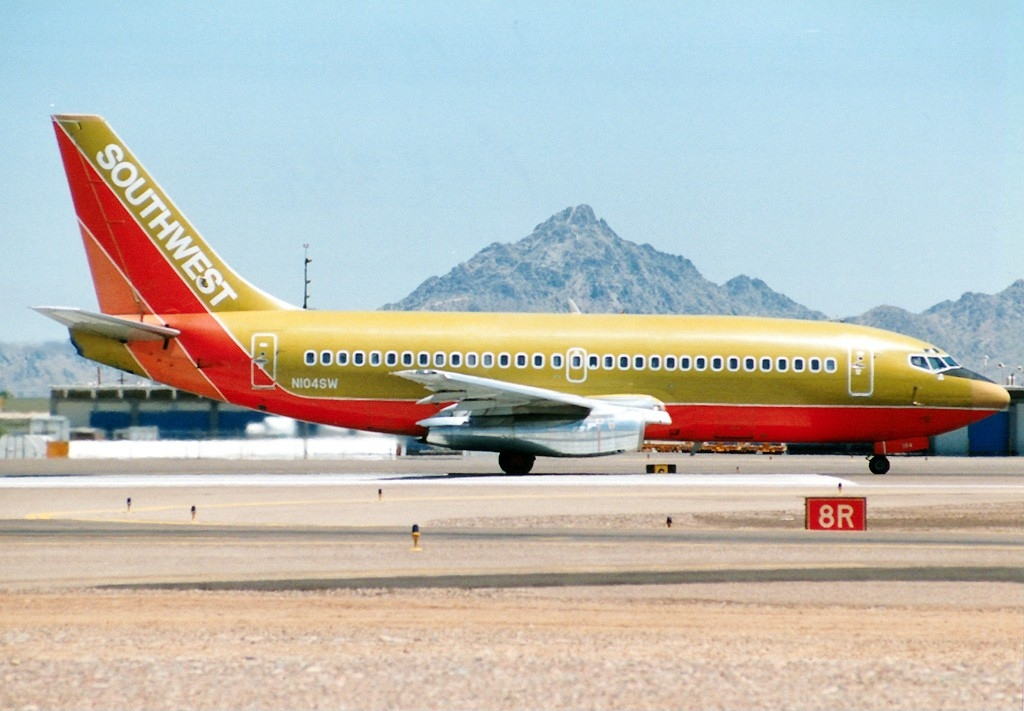
Un Boeing 737-200.

Southwest Airlines operava in precedenza con i seguenti aeromobili:

## Controversie

### Access Now v. Southwest
La Corte Distrettuale degli Stati Uniti d'America decise, il 18 Agosto 2012, che gli aeromobili di Southwest "non sono luoghi di accesso pubblico" come definito dal terzo articolo dell'American with Disabilities Act. Il caso riguardava Robert Gumson, un cittadino americano affetto da cecità, il quale lamentò che il sito web della compagnia non era accessibile per lui, e ciò violava l'American with Disabilities Act. Tuttavia, il giudice negò che tale situazione violasse la legge sulla disabilità, in quanto non era possibile applicare tale legge nell'ambito virtuale.

### Discriminazioni Razziali
AirTran Airways, una compagnia aerea di proprietà di Southwest, nella quale confluì nel 2014, venne accusata nel 2006 di aver discriminato contro dei nove passeggeri musulmani, di cui tre bambini, cacciati da un volo dopo che due uomini avevano discusso sui loro posti a sedere e quale posto a bordo fosse il più sicuro. L'F.B.I., che li interrogò, li rilasciò immediatamente, non riscontrando alcuna minaccia, ma solo un'incomprensione. Tuttavia, AirTran si rifiutò di prenotare i nove passeggeri su un volo successivo. I passeggeri comprarono nuovi biglietti con un'altra compagnia aerea grazie all'aiuto dell'F.B.I. La compagnia aerea difese la propria decisione e si rifiutò di rimborsare i passeggeri per il costo dei nuovi voli, negando i motivi religiosi nella decisione. Tuttavia, AirTran rimborsò i passeggeri il giorno dopo, vista la diffusione della notizia di tali incidente, scusandosi ufficialmente.
Southwest venne accusata di discriminazione razziale e religiosa il 18 Novembre 2015 poiché, in due incidenti separati, vari passeggeri si erano visti rifiutare l'imbarco su tali voli di Southwest Airline. In quei casi, alcuni passeggeri non si sentivano a proprio agio a volare con quelle persone, in quanto parlavano arabo o apparivano musulmani. Tali decisioni da parte di Southwest causarono controversie e accuse di discriminazione razziale, con campagne di boicottaggio rivolta contro la compagnia. Tuttavia, un'indagine dell'Economist ha provato che i comportamenti discriminatori erano stati fatti da certi passeggeri, con la compagnia aerea colpevole solo di aver assecondato talune richieste.
Il 6 Aprile 2016, Southwest allontanò un passeggero da un volo in partenza dall'Aeroporto Internazionale di Los Angeles, in quanto egli aveva parlato in arabo prima della partenza. Il passeggero venne detenuto ed interrogato dall'F.B.I. per diverse ore. Una portavoce di Southwest si rifiutò di scusarsi per l'episodio, in quanto "la compagnia aerea aveva seguito tutte le procedure necessarie." Il passeggero, Khairuldeen Makhzoumi, studente universitario e rifugiato politico iracheno, disse che tali interrogazioni e perquisizioni da parte degli agenti federali erano state umilianti, facendogli ricordare alcuni momenti terribili che lo spinsero a lasciare l'Iraq.
Nove giorni dopo, il 15 Aprile 2016, una donna musulmana venne fatta sbarcare da un volo Southwest per aver cambiato il suo posto. La comunità islamica americana chiese chiarezza alla compagnia aerea, mentre il marito della donna dichiarò che la coniuge era stata presa di mira per la sua religione e i suoi vestiti.

### Omofobia
Nel Dicembre 2007, Kelly Brown, un omosessuale originario di Spokane, e il suo compagno Fred Swink, vennero pesantemente insultati con termini omofobi da parte di un assistente di volo, che non approvava il gesto di aiuto che Swink stava facendo per aiutare il compagno malato. Arrivati a Nashville, Swink venne forzatamente spostato da Brown per permettere a una famiglia con bambini di sedersi insieme. Inoltre, secondo Brown, l'assistente di volo lo aveva continuamente ignorato durante il servizio di bordo per cibo e bevande per poi servirgli in maniera maleducata una Diet Coke. Quando Brown e Swink chiesero di parlare con un supervisore di Southwest all'Aeroporto di Seattle-Tacoma, vennero fermati da un agente di polizia, che minacciò di arrestare Brown per minacce agli assistenti di volo, e gli comunicò che non gli sarebbe stato concesso di imbarcarsi sul suo volo da Seattle a Spokane. Tuttavia, dopo una discussione con un supervisore, che inizialmente aveva accusato Brown di essere aggressivo, la coppia poté imbarcarsi sul volo per la loro destinazione finale. Nonostante il comportamento omofobo dimostrato dall'assistente di volo, la compagnia non si scusò
Nel Settembre 2011, la cantante Leisha Hailey e la allora fidanzata, Camila Grey, vennero allontanate da un volo da El Paso a Los Angeles a seguito di una discussione con un'assistente di volo, la quale sosteneva che Southwest era una compagnia aerea family-friendly e che il loro gesto di baciarsi era inappropriato. La compagnia aerea presentò le sue scuse.
Nel 2017, alla coppia di coniugi Sam Ballachino e Grant Morse, padri di due figli e una figlia, è stato negato l'imbarco family boarding sul volo Southwest 5136 da Buffalo a Fort Lauderdale. I due coniugi omosessuali, che viaggiavano con i figli e con la madre di Ballachino, sono stati fermati al gate di imbarco da un agente della compagnia aerea, che sosteneva che "solo uno dei padri" poteva imbarcarsi con i figli mediante il family boarding. Questa situazione causò l'assegnazione di posti separati per la famiglia durante il volo. Southwest si scusò per l'incidente, negando che ci fosse stato un fattore omofobo, ma una semplice situazione interpretata male dall'agente della compagnia aerea.

## Incidenti

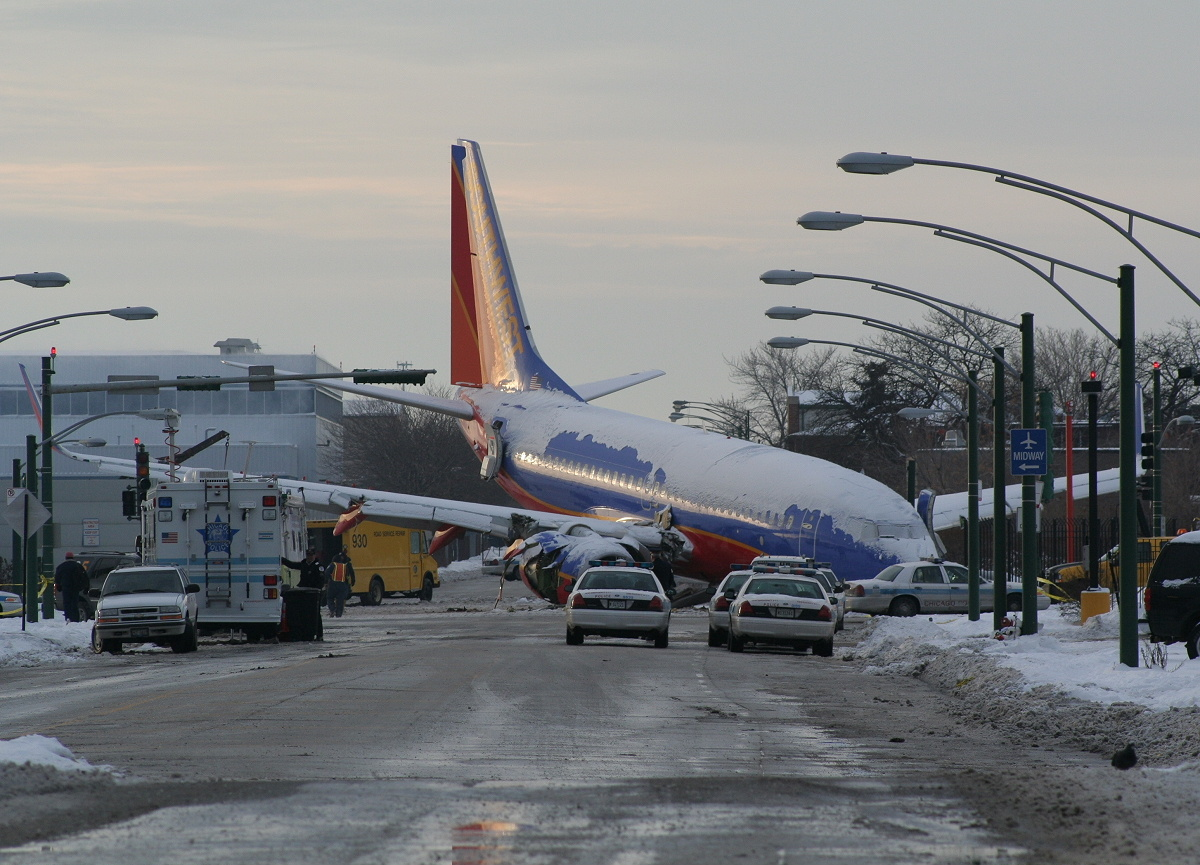
L'incidente del volo 1248.

- Il 5 marzo 2000, il volo Southwest Airlines 1455, operato da un Boeing 737-300, uscì di pista durante l'atterraggio a Burbank, California. L'aereo si fermò in una strada cittadina adiacente a una stazione di servizio. Due passeggeri rimasero gravemente feriti e ci furono molti feriti lievi. A seguito dell'incidente, l'aeroporto installò un Engineered Materials Arrestor System (EMAS) all'estremità est della pista dell'incidente. Dati i gravi danni subiti, l'aereo venne in seguito demolito.[26]
- L'8 dicembre 2005, il volo Southwest Airlines 1248, operato da un Boeing 737-700, uscì di pista durante la fase di atterraggio all'aeroporto di Chicago-Midway e si schiantò nel traffico automobilistico in una tempesta di neve, provocando la morte di un bambino di sei anni. Altre nove persone rimasero ferite.[108]
- 1º aprile 2011, il volo Southwest Airlines 812, operato da un Boeing 737-300, fu oggetto di una rapida depressurizzazione durante la fase di crociera a 34 000 piedi (10 000 m) vicino a Yuma, in Arizona, che portò a un atterraggio di emergenza all'aeroporto Internazionale di Yuma. Due delle 123 persone a bordo riportarono ferite lievi. L'aereo operava sul servizio di linea nazionale da Phoenix, Arizona, a Sacramento, California.[109]
- Il 22 luglio 2013, il volo Southwest Airlines 345, operato da un Boeing 737-700, subì il collasso del carrello di atterraggio anteriore durante l'atterraggio all'aeroporto LaGuardia; non ci furono vittime, nove persone rimasero ferite. L'aereo, che all'epoca aveva un valore stimato di 15,5 milioni di dollari, venne demolito a seguito dell'incidente.[110]
- Il 17 aprile 2018, il volo Southwest Airlines 1380, operato da un Boeing 737-700, subì un guasto incontrollato al motore dopo essere partito dall'aeroporto LaGuardia. I detriti del propulsore danneggiarono la fusoliera, provocando una rapida depressurizzazione dell'aereo dopo il danneggiamento di un finestrino della cabina. Una passeggera venne parzialmente risucchiata fuori dall'aereo e morì in seguito. Altri otto passeggeri riportarono ferite lievi. Il velivolo rimase danneggiato in maniera importante.[111]